# 京都府
京都府（きょうとふ）は、日本の近畿地方に位置する府。府庁所在地は京都市。

## 概要
令制国でいう山城国の全域、丹波国の東部および丹後国の全域を府域とする。恭仁京（木津川市）や長岡京（向日市・長岡京市・京都市西京区）、平安京（京都市）など、1872年まで日本の首都が置かれていた歴史がある。

## 地理

### 広袤
国土地理院地理情報 によると、京都府の東西南北それぞれの端は以下の位置となっている。
|                                                                           | 北端 北緯35度46分45秒 東経135度13分25秒 / 北緯35.77917度 東経135.22361度 ↑           |                                                                           |
| 西端 北緯35度35分19秒 東経134度51分13秒 / 北緯35.58861度 東経134.85361度← | 京都府庁舎所在地 北緯35度01分17秒 東経135度45分20秒 / 北緯35.02139度 東経135.75556度 | 東端 →北緯34度44分19秒 東経136度03分20秒 / 北緯34.73861度 東経136.05556度 |
|                                                                           | ↓ 南端 北緯34度42分21秒 東経135度51分04秒 / 北緯34.70583度 東経135.85111度           |                                                                           |

日本の本州の中央付近、近畿地方に位置し、福井県、滋賀県、三重県、奈良県、兵庫県、大阪府の各府県と隣接し、北部は日本海に面する。北西から南東方向に長さ約140kmの細長い形状をしている。

### 地形

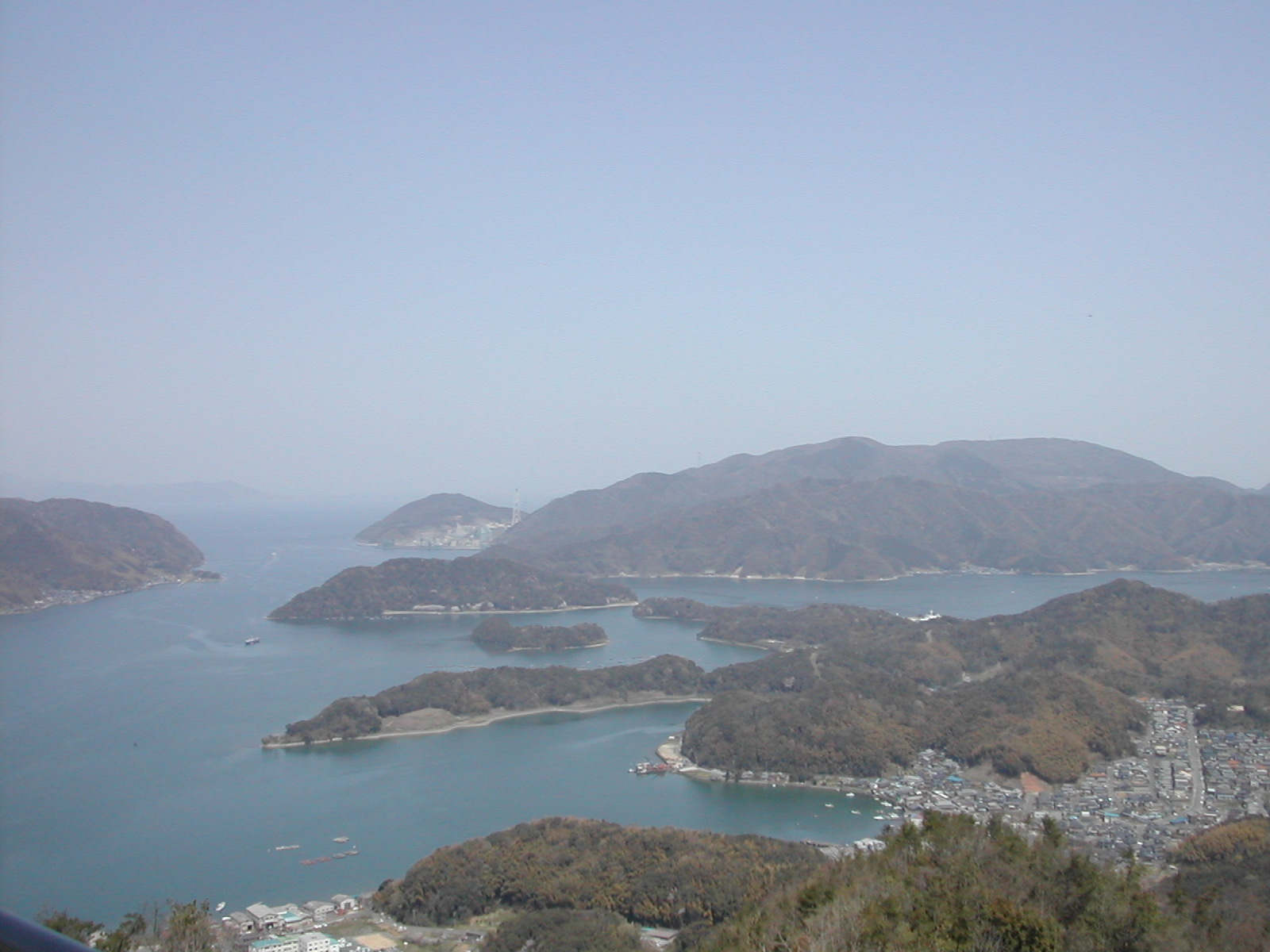
リアス式海岸として知られる舞鶴湾（舞鶴市沖）

北部の丹後半島と舞鶴湾、若狭湾で日本海に面する。北部に丹後山地、福知山盆地、中央部に丹波高地、亀岡盆地、南部に京都盆地があり、標高1,000m以下の低山地帯を形成している。府の面積の75%以上が山地・丘陵地である。

#### 山岳
主な山地
- 比叡山、愛宕山、皆子山、長老ヶ岳、三国岳、大江山、三岳山

#### 河川
主な河川
- 淀川水系
  - 桂川、宇治川、木津川、鴨川、高野川
- 由良川水系
  - 由良川、土師川、牧川
- 竹野川

#### 海岸
半島
- 丹後半島

湾岸
- 舞鶴湾
- 宮津湾
- 若狭湾

#### 島嶼
主な島嶼
- 冠島
- 沓島

### 気候
府北部は日本海側気候、府南部の宇治市より南は瀬戸内海式気候である。それに併せて、舞鶴・綾部及び丹後は海洋性気候、それ以外は内陸性気候を示す。また、府北部を中心に豪雪地帯が広がる。北部山間部は有数の豪雪地帯であり、上世屋、木子では積雪が2mを超えることは珍しい事ではない。
| 間人 気象庁 間人 | 舞鶴 気象庁 舞鶴 | 福知山 気象庁 福知山 | 園部 気象庁 園部 | 京都 気象庁 京都 | 京田辺 気象庁 京田辺 |

| 平年値 （月単位） | 平年値 （月単位） | 丹後          | 丹後          | 丹後          | 舞鶴・綾部    | 舞鶴・綾部    | 舞鶴・綾部    | 福知山          | 福知山        | 福知山        | 南丹・京丹波   | 南丹・京丹波  | 南丹・京丹波  | 京都・亀岡       | 京都・亀岡    | 京都・亀岡    | 山城北部      |
| 平年値 （月単位） | 平年値 （月単位） | 京丹後市      | 京丹後市      | 宮津          | 舞鶴          | 綾部市        | 綾部市        | 福知山市        | 福知山市      | 福知山市      | 南丹市 美山    | 京丹波町      | 京丹波町      | 京都市           | 京都市        | 長岡京        | 京田辺        |
| 平年値 （月単位） | 平年値 （月単位） | 間人          | 峰山          | 宮津          | 舞鶴          | 岡町          | 故屋岡        | 荒河            | 三岳          | 三和          | 南丹市 美山    | 本庄          | 須知          | 西ノ京           | 京北          | 長岡京        | 京田辺        |
| ----------------- | ----------------- | ------------- | ------------- | ------------- | ------------- | ------------- | ------------- | --------------- | ------------- | ------------- | -------------- | ------------- | ------------- | ---------------- | ------------- | ------------- | ------------- |
| 平均 気温 (°C)    | 最暖月            | 26.3 （8月）  |               | 26.4 （8月）  | 26.5 （8月）  |               |               | 26.4 （8月）    |               |               | 24.9 （8月）   |               |               | 27.8 （8月）     |               |               | 26.6 （8月）  |
| 平均 気温 (°C)    | 最寒月            | 4.8 （2月）   |               | 3.5 （2月）   | 3.4 （1,2月） |               |               | 2.0 （1月）     |               |               | 1.7 （1,2月）  |               |               | 4.0 （1月）      |               |               | 3.7 （1月）   |
| 降水量 (mm)       | 最多月            | 213.3 （12月) | 213.5 （1月） | 213.5 （9月） | 229.8 （9月） | 198.9 （9月） | 227.9 （9月） | 200.9 （9月）   | 196.4 （7月） | 225.0 （9月） | 215.4 （6月）  | 197.6 （7月） | 198.6 （7月） | 229.9 （6月）    | 204.0 （7月） | 249.9 （6月） | 221.2 （6月） |
| 降水量 (mm)       | 最少月            | 101.8 （4月） | 100.7 （4月） | 108.3 （4月） | 115.3 （4月） | 69.7 （12月） | 119.9 （4月） | 62.7 （12月）   | 98.2 （11月） | 68.5 （12月） | 103.6 （12月） | 83.3 （12月） | 55.1 （12月） | 41.7 （12月）    | 73.9 （12月） | 36.7 （12月） | 40.1 （12月） |
| 降水 日数 （日）  | 最多月            | 22.4 （1月）  | 22.2 （1月）  | 19.4 （1月）  | 17.9 （1月）  | 15.9 （1月）  | 20.2 （1月）  | 14.8 （1、2月） | 18.2 （1月）  | 14.8 （3月）  | 17.9 （1月）   | 16.0 （1月）  | 13.6 （3月）  | 11.9 （6月）     | 15.3 （2月）  | 12.0 （6月）  | 12.4 （6月）  |
| 降水 日数 （日）  | 最少月            | 8.3 （8月）   | 9.0 （8月）   | 9.0 （8月）   | 8.8 （8月）   | 7.2 （8月）   | 9.4 （8月）   | 9.0 （8月）     | 9.4 （8月）   | 8.2 （8月）   | 8.9 （8月）    | 9.0 （8月）   | 7.7 （8月）   | 6.1 （11、12月） | 8.8 （8月）   | 5.9 （12月）  | 6.0 （12月）  |

|        | 猛暑日 | 真夏日 | 夏日  | 熱帯夜 | 冬日 | 真冬日 |
| ------ | ------ | ------ | ----- | ------ | ---- | ------ |
| 間人   | 2.2    | 34.2   | 93.6  | 16.6   | 11.3 | 0.1    |
| 宮津   | 5.9    | 46.9   | 112.8 | 4.9    | 41.2 | 0.3    |
| 舞鶴   | 6.5    | 52.6   | 116.8 | 6.3    | 40.9 | 0.2    |
| 福知山 | 10.7   | 60.1   | 125.1 | 4.7    | 58.1 | 0.2    |
| 美山   | 3.5    | 47.4   | 109.9 | 0.6    | 80.9 | 0.6    |
| 園部   | 10.5   | 64.5   | 131.3 | 0.5    | 79.4 | 0.0    |
| 京都   | 15.4   | 71.3   | 136.8 | 20.7   | 22.9 | 0.0    |
| 京田辺 | 9.1    | 67.5   | 132.8 | 3.1    | 62.8 | 0.0    |

### 地域

#### 都市圏
都市雇用圏（10%通勤圏）の変遷
| 1980年                  | 1990年                  | 2000年                   | 2010年                   | 2015年                   |
| ----------------------- | ----------------------- | ------------------------ | ------------------------ | ------------------------ |
| 京都 都市圏 236万1205人 | 京都 都市圏 248万5352人 | 京都 都市圏 258万3304人  | 京都 都市圏 267万9094人  | 京都 都市圏 280万1044人  |
| 舞鶴 都市圏 10万9383人  | 舞鶴 都市圏 10万8684人  | 舞鶴 都市圏 10万6154人   | 舞鶴 都市圏 9万9745人    | 舞鶴 都市圏 9万4586人    |
| 福知山 都市圏 9万1433人 | 福知山 都市圏 9万2775人 | 福知山 都市圏 13万6096人 | 福知山 都市圏 11万5488人 | 福知山 都市圏 11万2756人 |
| 綾部 都市圏 4万2544人   | 綾部 都市圏 4万0582人   | 福知山 都市圏 13万6096人 | 福知山 都市圏 11万5488人 | 福知山 都市圏 11万2756人 |
| 宮津 都市圏 2万8881人   | 宮津 都市圏 3万3400人   | -                        | -                        | -                        |

- 他の都市雇用圏に包含された都市雇用圏は灰色、都市雇用圏が成立していない場合は、灰色かつ「-」で示す。
- 京都都市圏は、府外の地域を含むため人口は京都府より多い。自治体の連携プラットフォームである京都都市圏自治体ネットワーク会議に参加する30市町の人口は約379万人。

#### 地域圏
京都府には、以下の15市6郡10町1村がある。町の読み方はすべて「ちょう」。村は南山城村の1村のみで「むら」と読む。
府庁によって、丹後地域、中丹地域、南丹地域、京都市域、山城地域の5つの地域圏に分けられている。保健所と土木事務所の管轄は、丹後、中丹東、中丹西、南丹、京都市、乙訓、山城北、山城南に分けられる。観光地域としては海の京都、森の京都、京都市、竹の里・乙訓、お茶の京都に分けられる。
| 北部 | 海の京都     | 海の京都                                                                                  | 丹後地域 81,302人 844km2    | 丹後地域 81,302人 844km2      | 丹後                        | 宮津市 京丹後市 与謝郡 伊根町 与謝野町                                 |
| 北部 | 海の京都     | 海の京都                                                                                  | 中丹地域 178,176人 1,242km2 | 中丹地域 178,176人 1,242km2   | 中丹東                      | 舞鶴市                                                                 |
| 北部 |              | 綾部市                                                                                    | 中丹地域 178,176人 1,242km2 | 中丹地域 178,176人 1,242km2   | 中丹東                      |                                                                        |
| 北部 | 中丹西       | 福知山市                                                                                  | 中丹地域 178,176人 1,242km2 | 中丹地域 178,176人 1,242km2   |                             |                                                                        |
| 南部 | 森の京都     | 森の京都                                                                                  | 南丹地域 125,186人 1,144km2 | 南丹地域 125,186人 1,144km2   | 南丹                        | 亀岡市 南丹市 船井郡 京丹波町                                          |
| 南部 | 森の京都     | 森の京都                                                                                  | 京都市域 1,433,782人 828km2 | 京都市域 1,433,782人 828km2   | 京都市域 1,433,782人 828km2 | 京都市 京北地域                                                        |
| 南部 |              | 北区 上京区 左京区 中京区 東山区 山科区 下京区 南区 右京区 （京北地域除く） 西京区 伏見区 | 京都市域 1,433,782人 828km2 | 京都市域 1,433,782人 828km2   | 京都市域 1,433,782人 828km2 |                                                                        |
| 南部 | 竹の里・乙訓 | 竹の里・乙訓                                                                              | 山城地域 690,727人 554km2   | 乙訓地域 153,361人 33km2      | 乙訓                        | 向日市 長岡京市 乙訓郡 大山崎町                                        |
| 南部 | お茶の京都   | お茶の京都                                                                                | 山城地域 690,727人 554km2   | 山城中部地域 418,030人 258km2 | 山城北                      | 宇治市 城陽市 八幡市 京田辺市 久世郡 久御山町 綴喜郡 井手町 宇治田原町 |
| 南部 | お茶の京都   | お茶の京都                                                                                | 山城地域 690,727人 554km2   | 相楽地域 119,336人 263km2     | 山城南                      | 木津川市 相楽郡 笠置町 和束町 精華町 南山城村                          |

#### 南北問題
府庁所在地である京都市への人口集中率が約56%と、東京都（旧東京府）以外の道府県では第1位である（※東京都を含めた場合は、東京都特別区（旧東京市）が第1位で、2/3に当たる）。
京都府は南北に細長く、内陸側に位置し京都盆地を中心とする南部（京都・山城・南丹地域）と、日本海に面している北部（中丹地域・丹後地域）との格差が大きい。
南部（山城国）は畿内に当たり、滋賀県南部や阪神、奈良県北部との交流が深い。一方で、北部（舞鶴市、福知山市、宮津市など）は北近畿（山陰道）とも呼ばれ、兵庫県北部（但馬国）や福井県嶺南（若狭国）との交流が深い。
第二次世界大戦後の経済成長において、畿内の一角に当たる山城はいち早く発展したのに対し、北部は取り残されていった。
近年では丹波にも工業団地が造成され、畿内（大阪市）から丹後（舞鶴市）を経て北陸（敦賀市）を結ぶ舞鶴若狭自動車道や京都縦貫自動車道の建設や山陰本線複線電化工事が施工されるなど、南北格差の是正が図られている。また、丹波国域も1965年ごろから亀岡市及び旧園部町、旧八木町など南丹地区は京都市や大阪府との結びつきが強くなり、行政では京都府を南北のみで区分する場合は、船井郡以南を南部とする（ただし、行政では亀岡市及び南丹市、船井郡京丹波町を中部と区分する場合が多い）。

## 人口
2005年の265万人をピークに微減傾向にある。
現在の人口は約250万人だが、そのうちの140万人以上は京都市に集中しており、他地域の人口は少ない。都道府県内最大人口の自治体が総人口の50%以上を占めている都道府県は他に存在しない（東京23区を1つの自治体として仮定した場合を除く）。

京都府市町村人口増減率分布図（2015年度と2020年度国勢調査から算出）
増加
5.0 - 7.4 %
2.5 - 4.9 %
0.0 - 2.4 %
減少
0.0 - 2.4 %
2.5 - 4.9 %
5.0 - 7.4 %
7.5 - 9.9 %
10.0 % 以上

| 増加 5.0 - 7.4 % 2.5 - 4.9 % 0.0 - 2.4 % | 減少 0.0 - 2.4 % 2.5 - 4.9 % 5.0 - 7.4 % 7.5 - 9.9 % 10.0 % 以上 |

| |                                        |  |
| 京都府と全国の年齢別人口分布（2005年） | 京都府の年齢・男女別人口分布（2005年） |  |
| ■紫色 ― 京都府 ■緑色 ― 日本全国 | ■青色 ― 男性 ■赤色 ― 女性              |  |
| 京都府（に相当する地域）の人口の推移 \| 1970年（昭和45年） \| 2,250,087人 \| \| \| 1975年（昭和50年） \| 2,424,856人 \| \| \| 1980年（昭和55年） \| 2,527,330人 \| \| \| 1985年（昭和60年） \| 2,586,574人 \| \| \| 1990年（平成2年） \| 2,602,460人 \| \| \| 1995年（平成7年） \| 2,629,592人 \| \| \| 2000年（平成12年） \| 2,644,391人 \| \| \| 2005年（平成17年） \| 2,647,660人 \| \| \| 2010年（平成22年） \| 2,636,092人 \| \| \| 2015年（平成27年） \| 2,610,353人 \| \| \| 2020年（令和2年） \| 2,578,087人 \| \| |                                        |  |
| 総務省統計局 国勢調査より |                                        |  |
| 1970年（昭和45年） | 2,250,087人                            |  |
| 1975年（昭和50年） | 2,424,856人                            |  |
| 1980年（昭和55年） | 2,527,330人                            |  |
| 1985年（昭和60年） | 2,586,574人                            |  |
| 1990年（平成2年） | 2,602,460人                            |  |
| 1995年（平成7年） | 2,629,592人                            |  |
| 2000年（平成12年） | 2,644,391人                            |  |
| 2005年（平成17年） | 2,647,660人                            |  |
| 2010年（平成22年） | 2,636,092人                            |  |
| 2015年（平成27年） | 2,610,353人                            |  |
| 2020年（令和2年） | 2,578,087人                            |  |

### 人口推移
2024年現在の人口は252万人となっており1980年とほぼ同じ人口水準である。京都府の人口は1960年国勢調査(昭和35年)では199万人であったが、1979年には250万人を上回るなど急速に人口が増加した。増加率では明治末期から戦前にかけてが大きい。80年代以降は首都圏や近隣の滋賀県への人口流出が慢性化して人口は頭打ちとなっている。1990年には260万人を上回り、2005年の265万人をピークに減少傾向である。
|        | 人口（人） | 増減人口（人） | 人口増減率(%) | 国内増減率(%) | 増加率全国順位 |
| ------ | ---------- | -------------- | ------------- | ------------- | -------------- |
| 1885年 | 846,761    | -              | -             | -             | -              |
| 1890年 | 894,928    | 48,167         | 5.69          | 4.15          | -              |
| 1895年 | 951,825    | 56,897         | 6.36          | 4.15          | -              |
| 1900年 | 1,022,695  | 70,870         | 7.45          | 5.50          | -              |
| 1905年 | 1,057,044  | 34,349         | 3.36          | 6.32          | -              |
| 1910年 | 1,197,473  | 140,429        | 13.29         | 5.50          | -              |
| 1915年 | 1,325,711  | 128,238        | 10.71         | 7.25          | -              |
| 1920年 | 1,287,147  | 38,564         | 2.91          | 6.09          | -              |
| 1925年 | 1,406,382  | 119,235        | 9.26          | 6.74          | -              |
| 1930年 | 1,552,832  | 146,450        | 10.41         | 7.89          | -              |
| 1935年 | 1,702,508  | 149,676        | 9.64          | 7.45          | -              |
| 1940年 | 1,729,993  | 27,485         | 1.61          | 3.87          | -              |
| 1945年 | 1,603,796  | 126,197        | 7.29          | 0.30          | -              |
| 1950年 | 1,832,934  | 229,138        | 14.29         | 15.32         | -              |
| 1955年 | 1,935,161  | 102,227        | 5.58          | 7.30          | -              |
| 1960年 | 1,993,403  | 58,242         | 3.01          | 4.64          | -              |
| 1965年 | 2,102,808  | 109,405        | 5.49          | 5.20          | 11位           |
| 1970年 | 2,250,087  | 147,279        | 7.00          | 5.54          | 8位            |
| 1975年 | 2,424,856  | 174,769        | 7.77          | 7.92          | 11位           |
| 1980年 | 2,527,330  | 102,474        | 4.23          | 4.57          | 18位           |
| 1985年 | 2,586,574  | 59,244         | 2.34          | 3.40          | 24位           |
| 1990年 | 2,602,460  | 15,886         | 0.61          | 2.12          | 24位           |
| 1995年 | 2,629,592  | 27,132         | 1.04          | 1.58          | 22位           |
| 2000年 | 2,644,391  | 14,799         | 0.56          | 1.08          | 19位           |
| 2005年 | 2,647,660  | 3,269          | 0.12          | 0.66          | 15位           |
| 2010年 | 2,636,092  | 11,568         | 0.44          | 0.23          | 13位           |
| 2015年 | 2,610,353  | 25,739         | 0.98          | 0.75          | 13位           |
| 2020年 | 2,578,087  | 32,266         | 1.24          | 0.75          | 10位           |

### 京都府・茨城県の人口推移比較
茨城県・京都府は人口規模、北部は過疎地域、南部は東京大阪へのベッドタウンや大規模研究学園都市があるなど類似点が多い。ただし京都府全体では昼夜間人口比率が大阪府に次いで大きく、他府県からの通勤通学者が府外への通勤通学者より多い。
茨城県と人口推移比較をして京都府の現況を考察する。2024年現在の人口は京都府が約252万人、茨城県が281万人で30万人程度茨城県が京都府の人口を上回っている状況だが、かつては京都府と茨城県は両府県共に1960年から1980年までの20年間で50万人の増加を記録するなど、ほぼ同水準で推移していた。1980年以降は茨城県が約40万人の大幅な人口増加が続いたのに対して、京都府はわずか10万人程度しか増えなかった。これは先述の通り首都圏や近隣の滋賀県への人口流出が慢性化したためである。ただ近年は都心回帰の流れもあり、滋賀県では社会動態が悪化している一方で京都府の社会動態は改善傾向にある。
|        | 京都府人口(人) | 茨城県人口(人) | 京都府人口増加数(人) | 茨城県人口増加数(人) | 京都府増加率(%) | 茨城県増加率(%) |
| ------ | -------------- | -------------- | -------------------- | -------------------- | --------------- | --------------- |
| 1885年 | 846,761        | 937,721        | -                    | -                    | -               | -               |
| 1900年 | 1,022,695      | 1,177,080      | 175,934              | 239,359              | 20.8            | 25.5            |
| 1920年 | 1,287,147      | 1,350,400      | 264,452              | 173,320              | 25.9            | 14.7            |
| 1940年 | 1,729,993      | 1,620,000      | 442,846              | 269,600              | 34.4            | 20.0            |
| 1960年 | 1,993,403      | 2,047,024      | 263,410              | 427,024              | 15.2            | 26.4            |
| 1980年 | 2,527,330      | 2,558,007      | 533,927              | 510,983              | 26.8            | 25.0            |
| 2000年 | 2,644,391      | 2,985,676      | 117,061              | 427,669              | 4.6             | 16.7            |
| 2020年 | 2,578,087      | 2,867,009      | 66,304               | 118,667              | 2.5             | 4.0             |

### 市町村

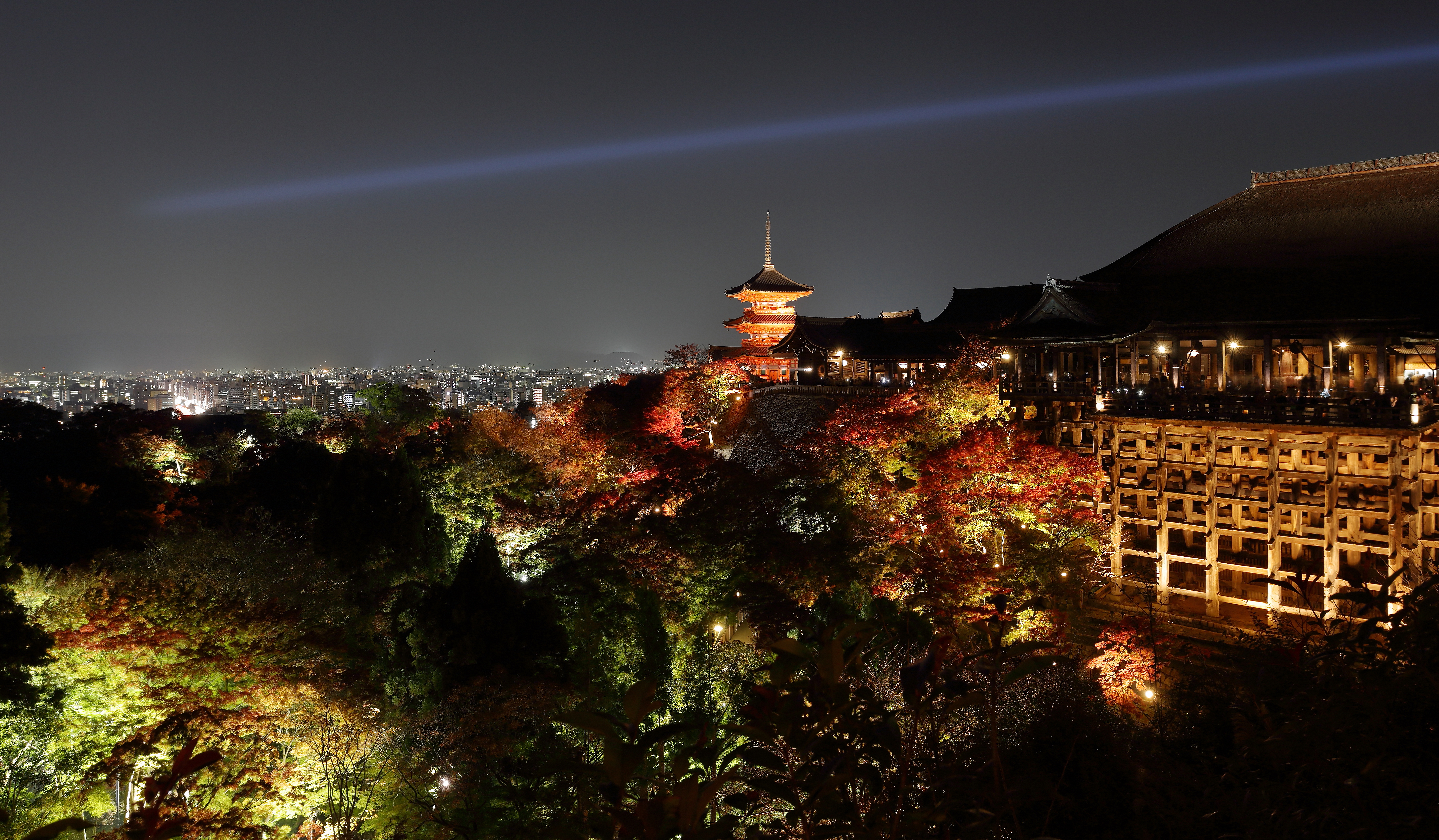
1.京都市（政令市）
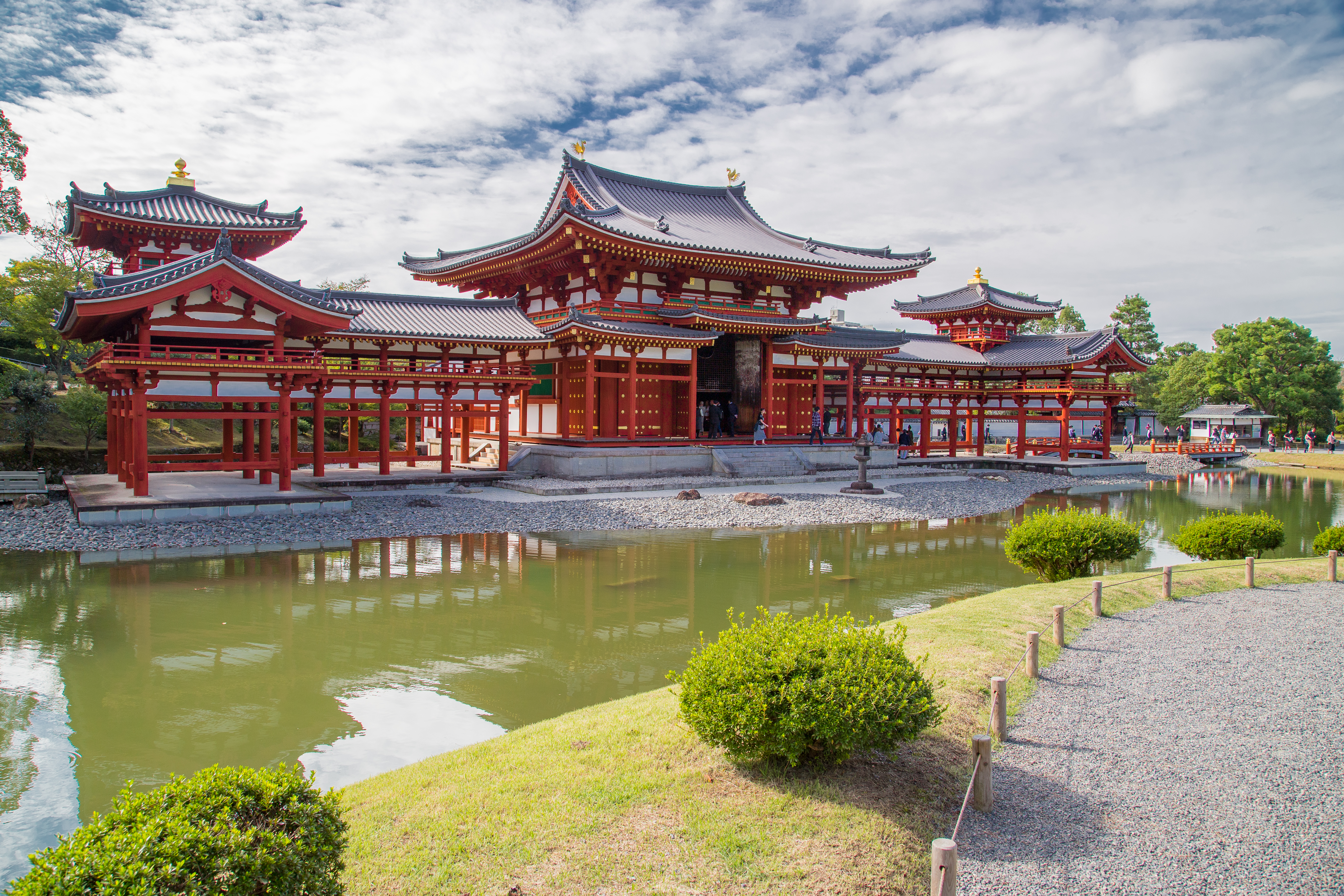
2.宇治市
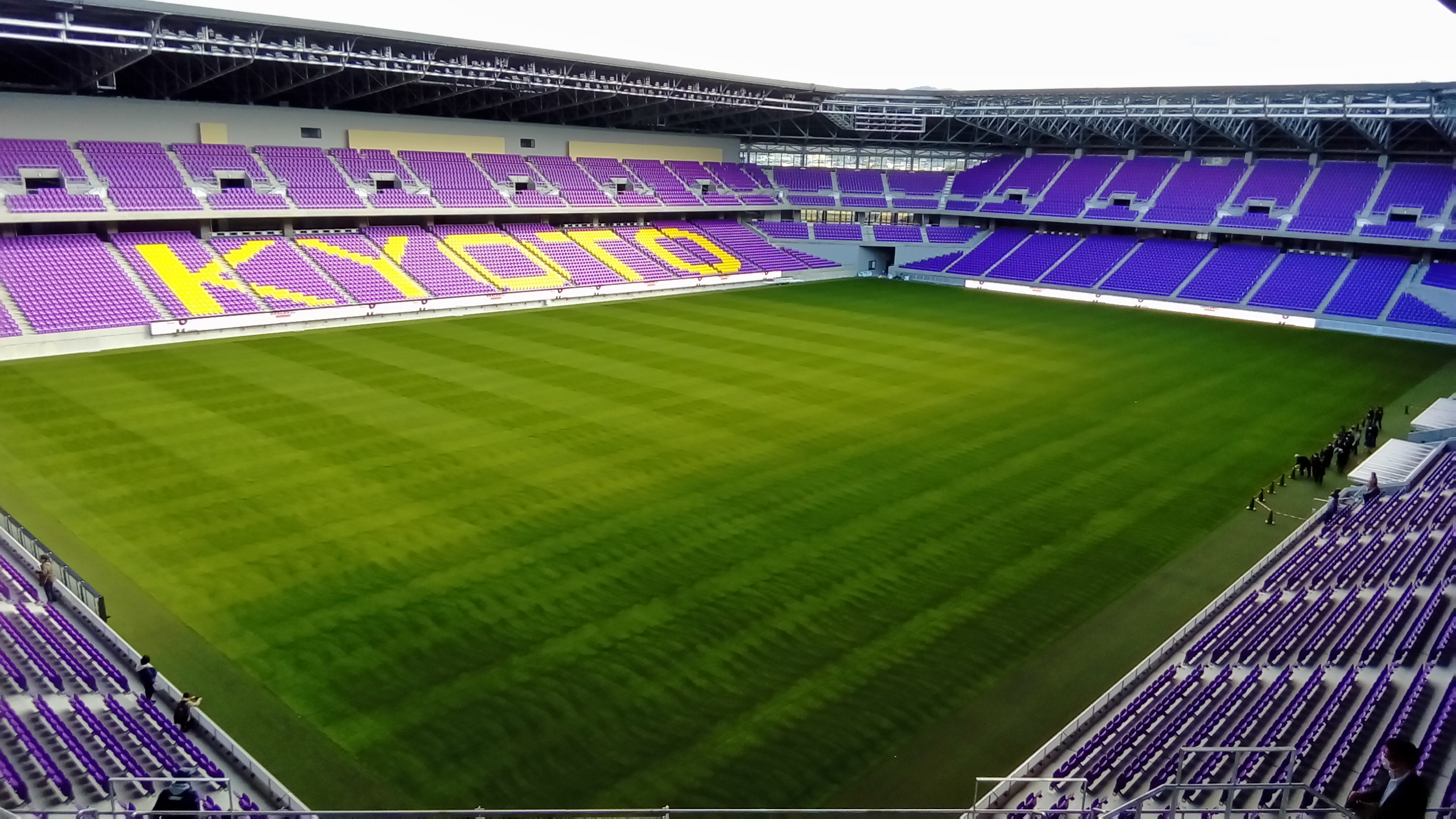
3.亀岡市
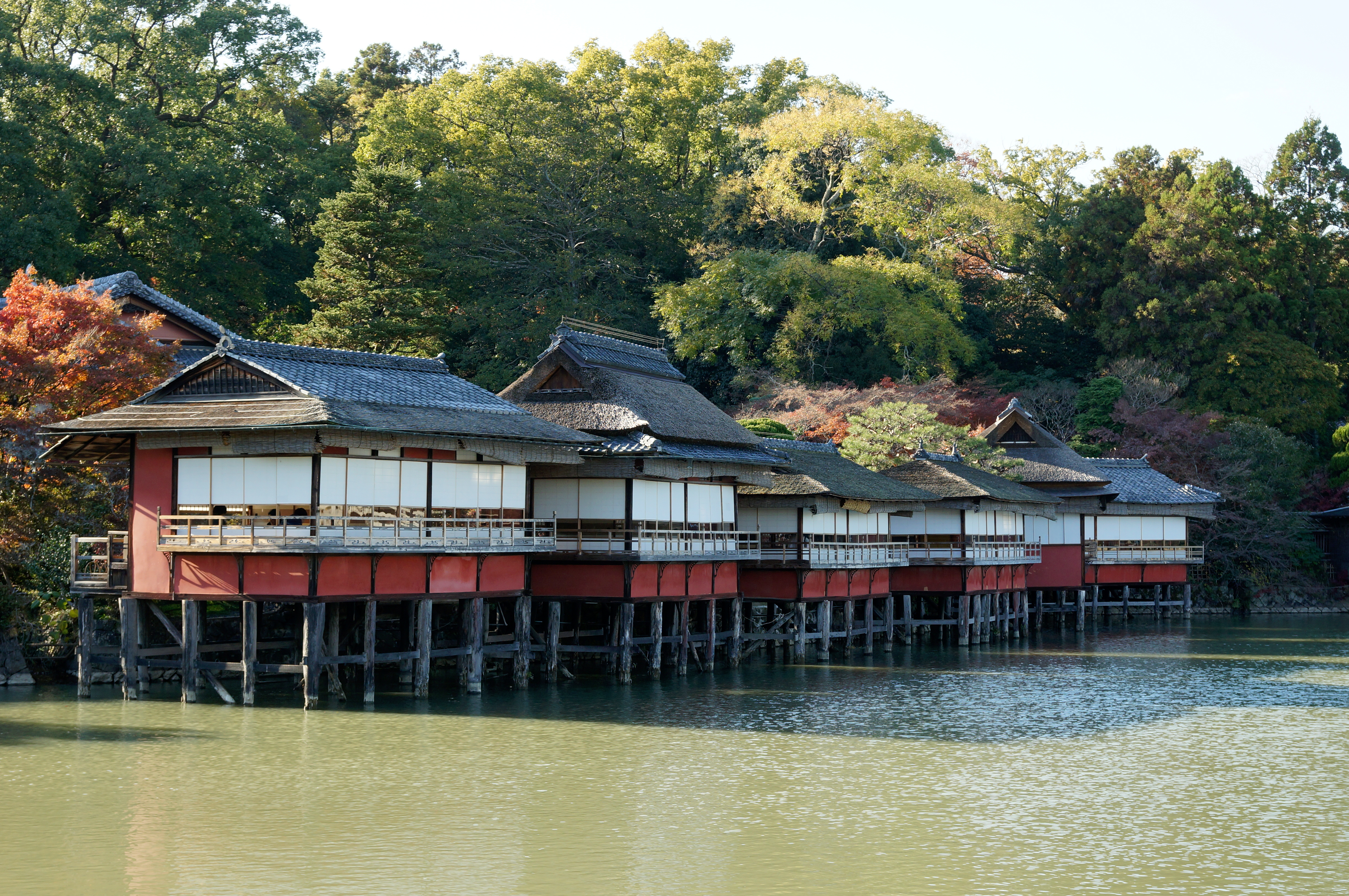
4.長岡京市
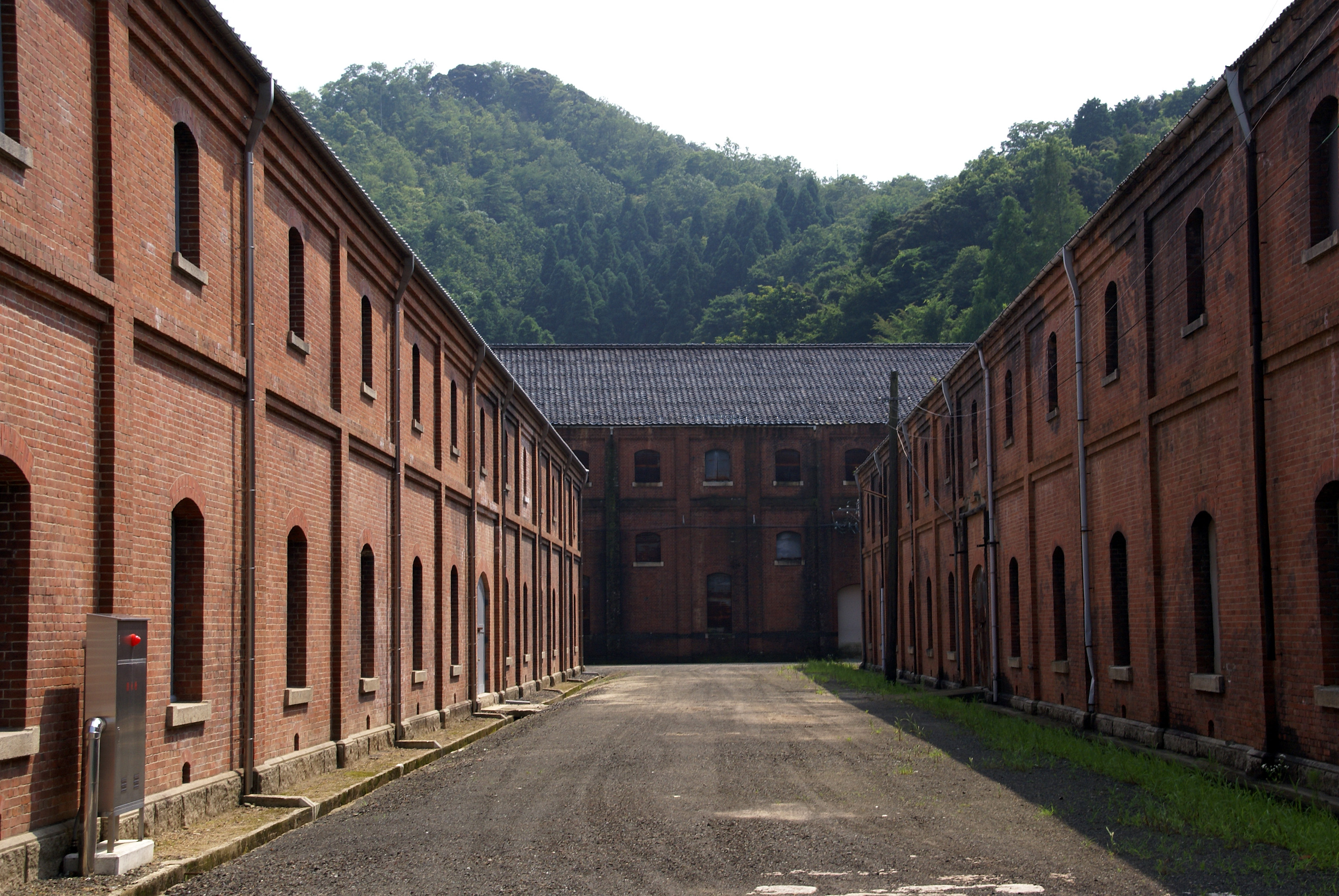
5.舞鶴市
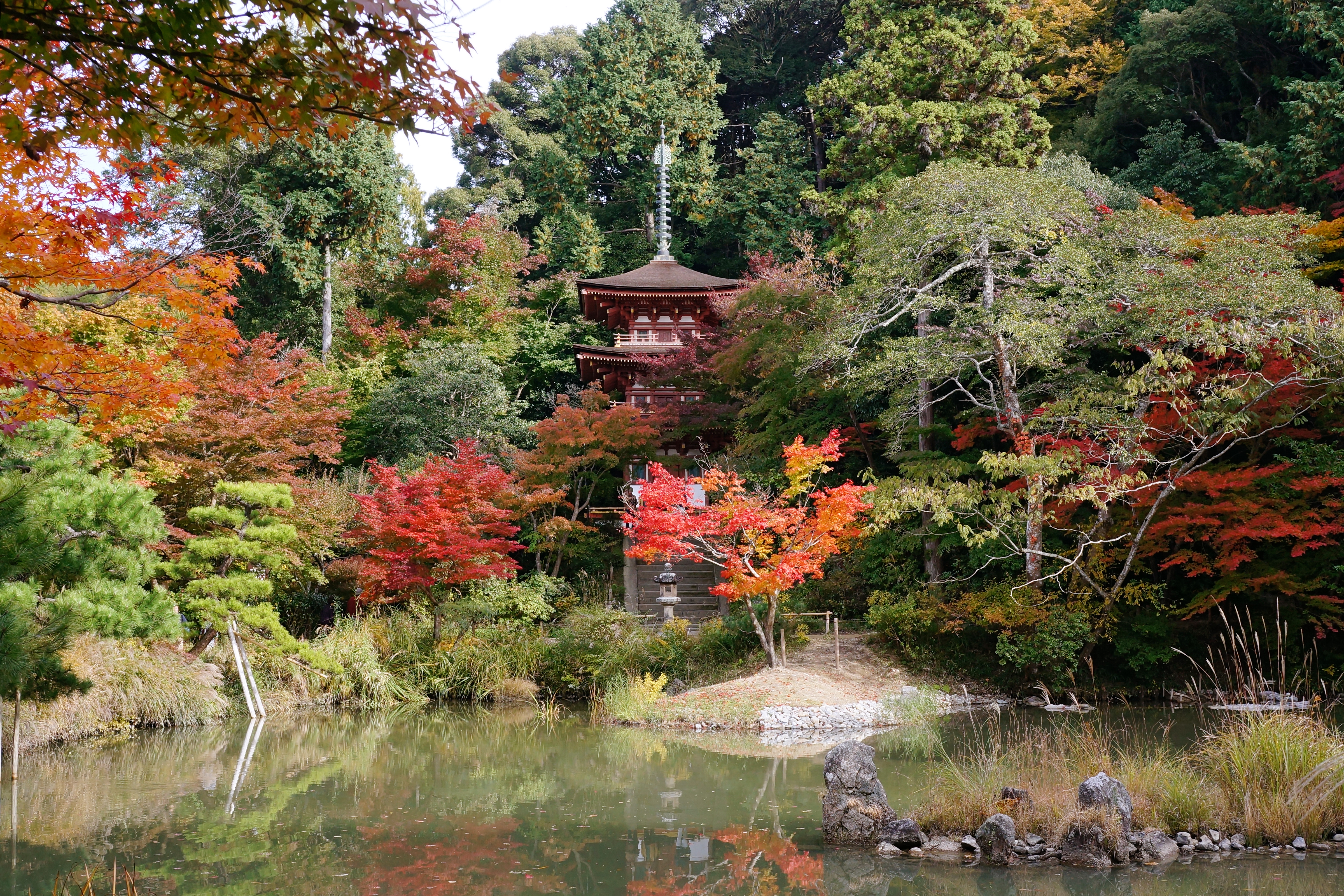
6.木津川市
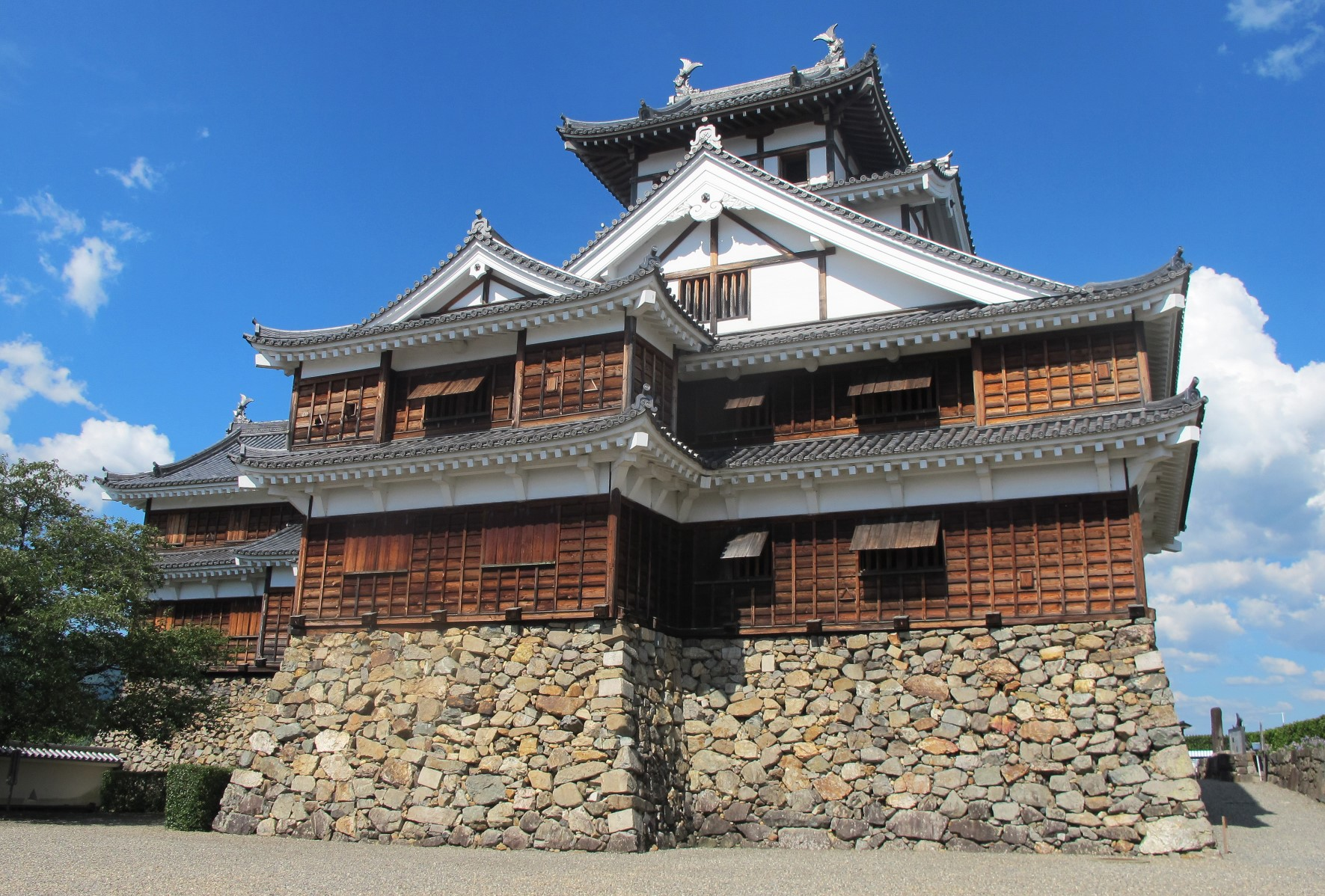
7.福知山市
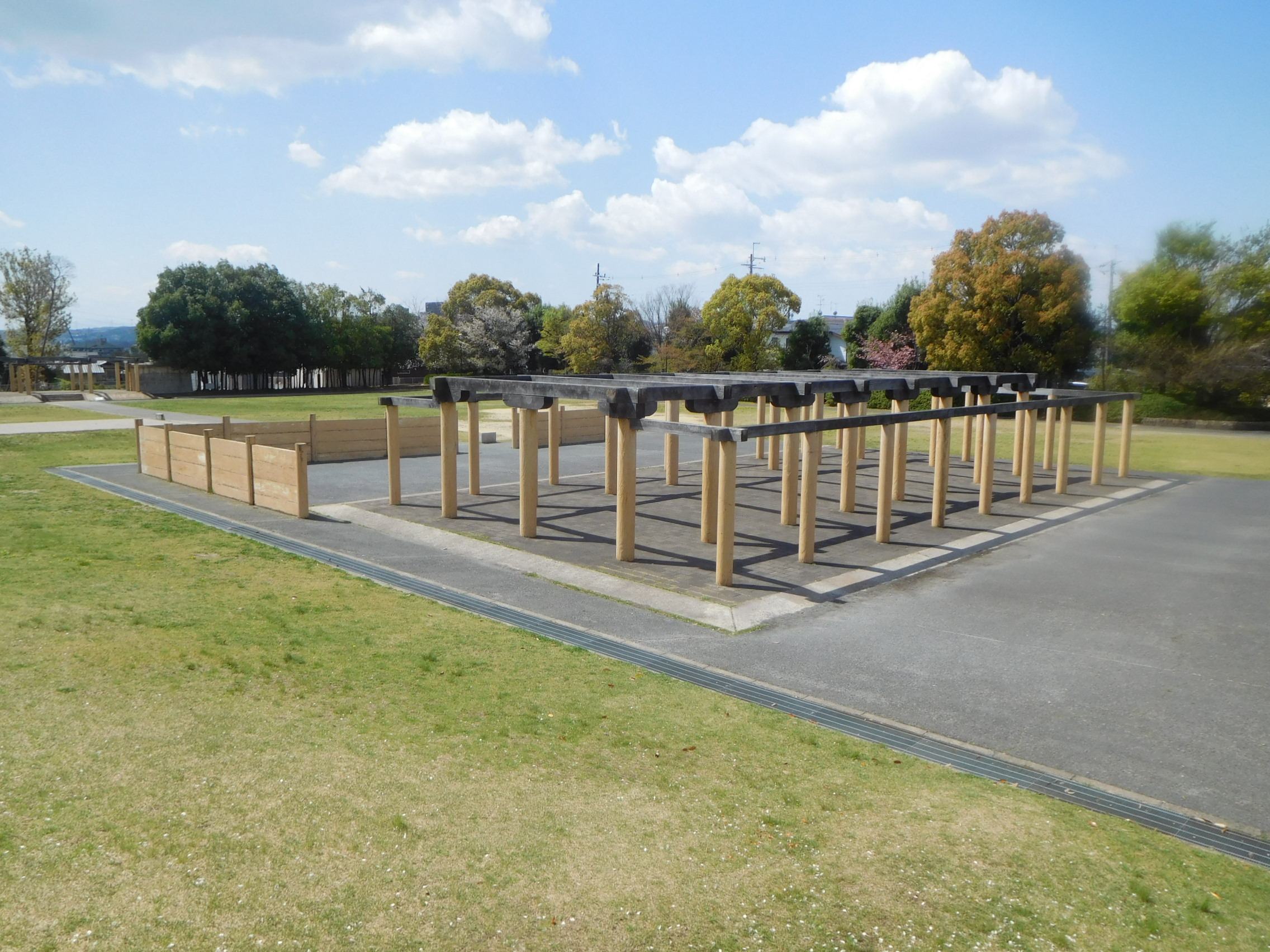
8.城陽市
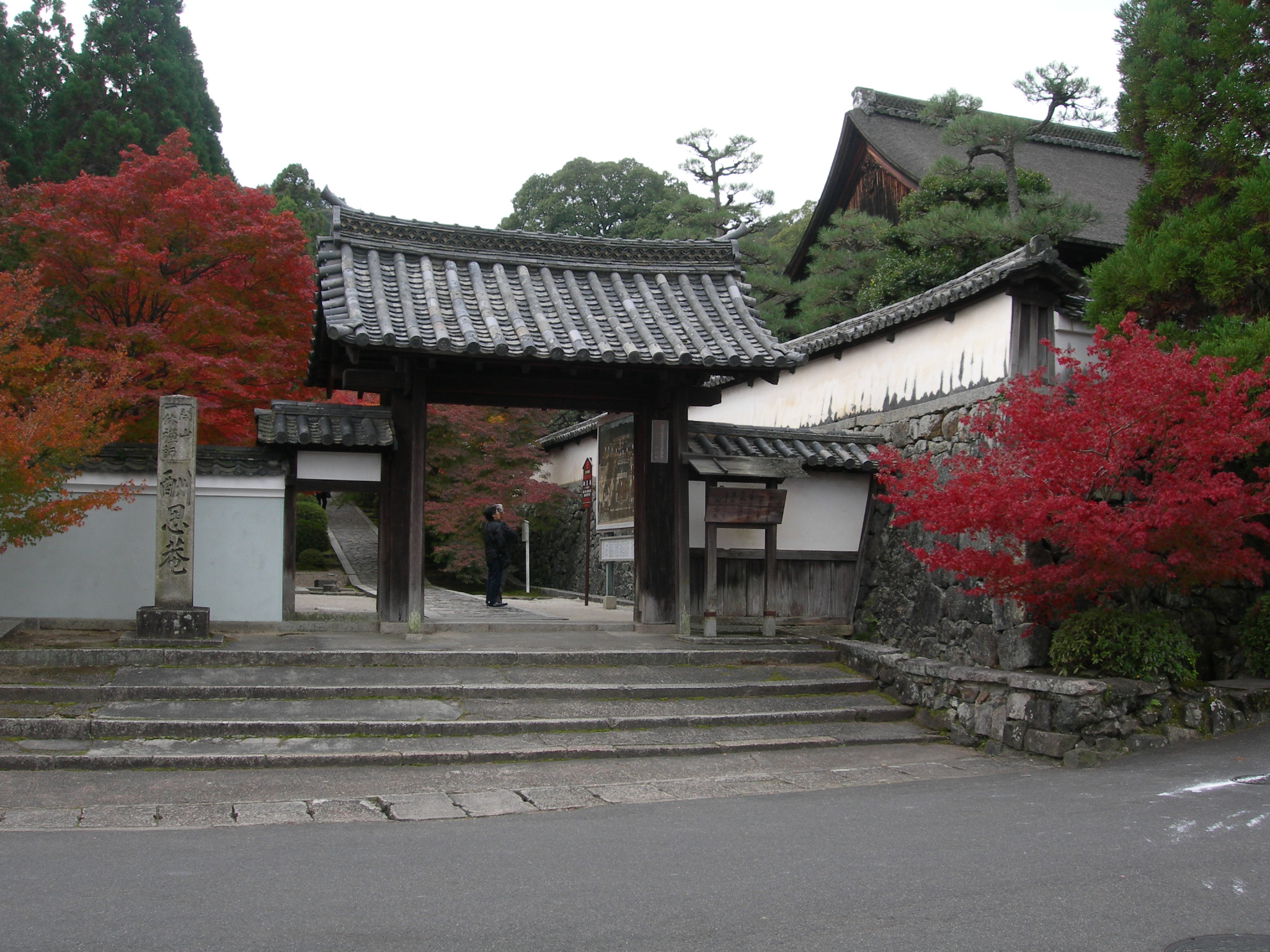
9.京田辺市
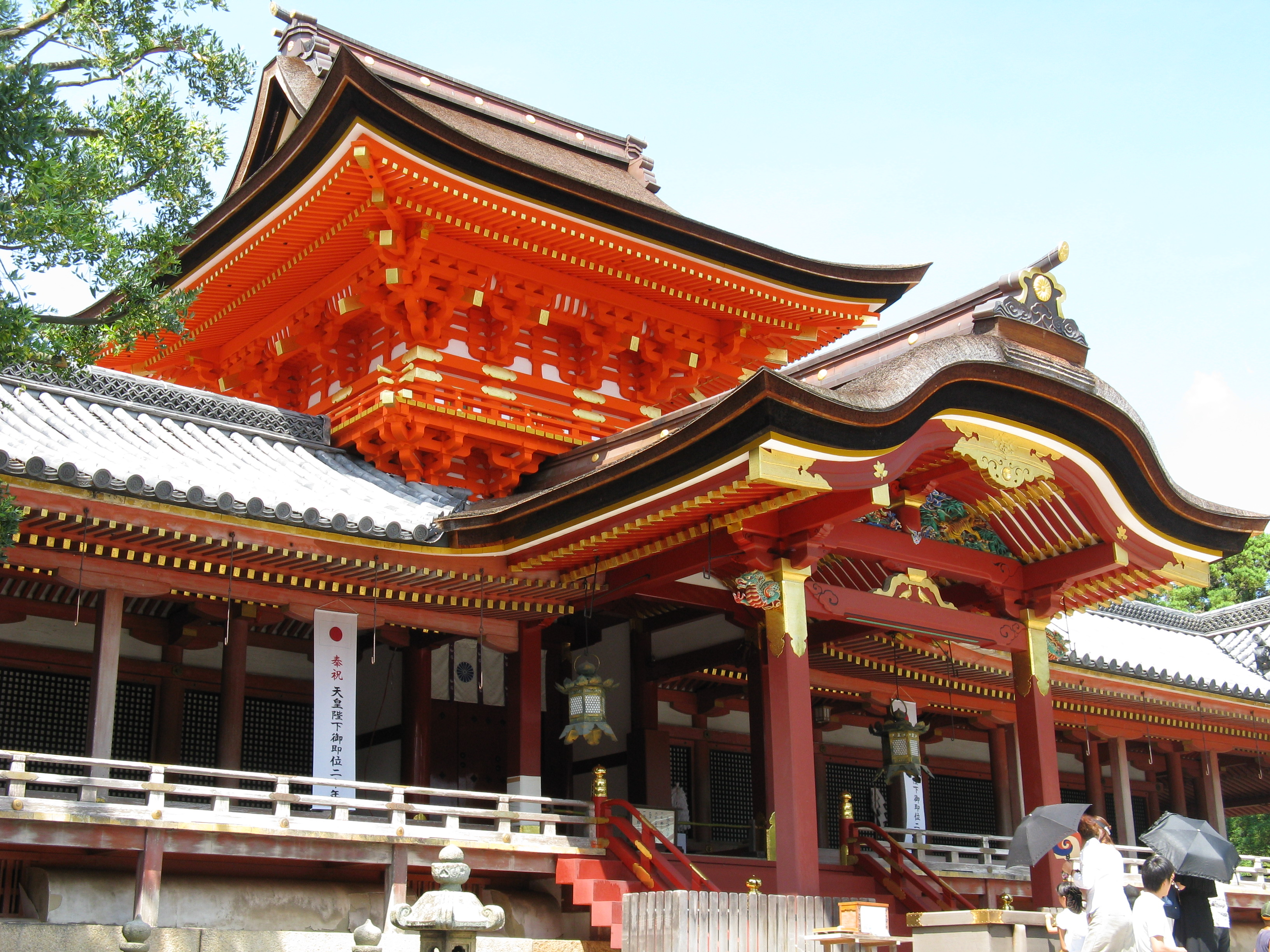
10.八幡市

京都府内 市町村別人口ランキング
人口は2025年7月1日時点の推計人口。　
|    |
| -- |
| 1  |
| 2  |
| 3  |
| 4  |
| 5  |
| 6  |
| 7  |
| 8  |
| 9  |
| 10 |
| 11 |
| 12 |
| 13 |
| 14 |
| 15 |
| 16 |
| 17 |
| 18 |
| 19 |
| 20 |
| 21 |
| 22 |
| 23 |
| 24 |
| 25 |
| 26 |

| 市町村名   | 地域区分 | 推計人口 （人） | 人口密度 （人/km2） | 可住地面積人口密度 （人/km2） |
| ---------- | -------- | --------------- | ------------------- | ----------------------------- |
| 京都市     | 京都市域 | 1,433,782       | 1,732               | 6,588                         |
| 宇治市     | 山城     | 173,059         | 2,562               | 5,106                         |
| 亀岡市     | 南丹     | 84,038          | 374                 | 1,171                         |
| 長岡京市   | 山城     | 81,680          | 4,261               | 7,260                         |
| 木津川市   | 山城     | 78,296          | 920                 | 1,494                         |
| 舞鶴市     | 中丹     | 74,179          | 217                 | 1,022                         |
| 京田辺市   | 山城     | 74,971          | 1,747               | 2,514                         |
| 福知山市   | 中丹     | 74,170          | 134                 | 551                           |
| 城陽市     | 山城     | 71,717          | 2,193               | 3,183                         |
| 八幡市     | 山城     | 68,273          | 2,804               | 3,008                         |
| 向日市     | 山城     | 55,465          | 7,185               | 8,157                         |
| 京丹後市   | 丹後     | 46,526          | 93                  | 381                           |
| 精華町     | 山城     | 34,950          | 1,361               | 1,821                         |
| 南丹市     | 南丹     | 29,711          | 48                  | 399                           |
| 綾部市     | 中丹     | 29,827          | 86                  | 368                           |
| 与謝野町   | 丹後     | 18,056          | 167                 | 706                           |
| 大山崎町   | 山城     | 16,216          | 2,716               | 3,965                         |
| 宮津市     | 丹後     | 14,994          | 87                  | 441                           |
| 久御山町   | 山城     | 14,629          | 1,055               | 1,073                         |
| 京丹波町   | 南丹     | 11,437          | 38                  | 219                           |
| 宇治田原町 | 山城     | 8,348           | 144                 | 581                           |
| 井手町     | 山城     | 7,033           | 390                 | 1,021                         |
| 和束町     | 山城     | 3,030           | 47                  | 178                           |
| 南山城村   | 山城     | 2,133           | 33                  | 119                           |
| 伊根町     | 丹後     | 1,726           | 28                  | 160                           |
| 笠置町     | 山城     | 927             | 39                  | 197                           |

- 1.京都市（政令市）
- 2.宇治市
- 3.亀岡市
- 4.長岡京市
- 5.舞鶴市
- 6.木津川市
- 7.福知山市
- 8.城陽市
- 9.京田辺市
- 10.八幡市

#### 市町村合併
合併協議を行っていた市町村
- 宇治市・城陽市・京田辺市・八幡市・久御山町・井手町・宇治田原町 - 合併協議会は2003年1月に解散。
- 山城町・木津町・加茂町・笠置町・和束町・精華町・南山城村 - 合併協議会は2003年2月に解散。
- 宮津市・加悦町・岩滝町・伊根町・野田川町 → 意見の合意を見ず、2006年2月、合併協議会は解散。
- 宮津市・伊根町 → 伊根町における住民投票で反対多数、2006年3月、合併協議会は解散。
- 宇治市・城陽市・宇治田原町・井手町 → 意見の合意を見ず、2007年8月、合併協議会は解散。
- 向日市・長岡京市・大山崎町 - 京都南部地域行政改革推進会議乙訓地域分科会は2019年9月に解散。

## 歴史

### 江戸時代に置かれた藩
山城国に幕府直轄地の拠点として置かれた二条城の他に淀藩、丹波国には亀山藩（亀岡藩）、福知山藩、園部藩、綾部藩、山家藩、丹後国には田辺藩、峰山藩、宮津藩があった。

### 首都に関する議論
首都は一国の中心となる都市のことを指し、行政府の所在する都市と認識されている。行政府が東京へ移転した明治2年（1869年）をもって首都は移転したと認識されている。しかし、当時の行幸時に複都制と勅令が出ていること、2021年（令和3年）現在において天皇の玉座である「高御座」は京都御所に常設されていること、日本の首都を直接定めた法令が存在しないことなどから、現在も京都府が日本の首都であるという主張がある。府の公式では双京構想を掲げ、文化庁設置をきっかけに文化の都を標ぼうしている。

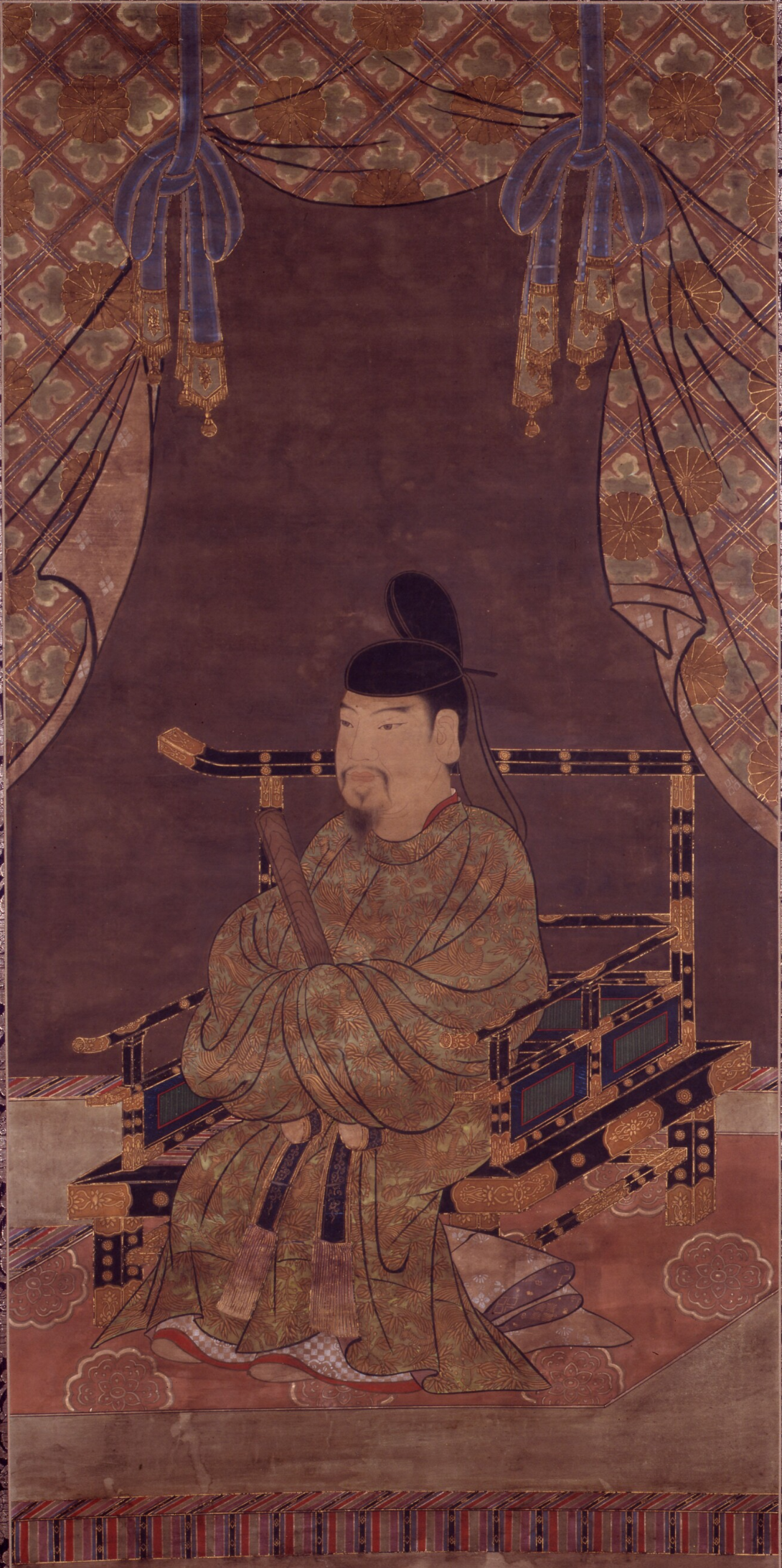
桓武天皇
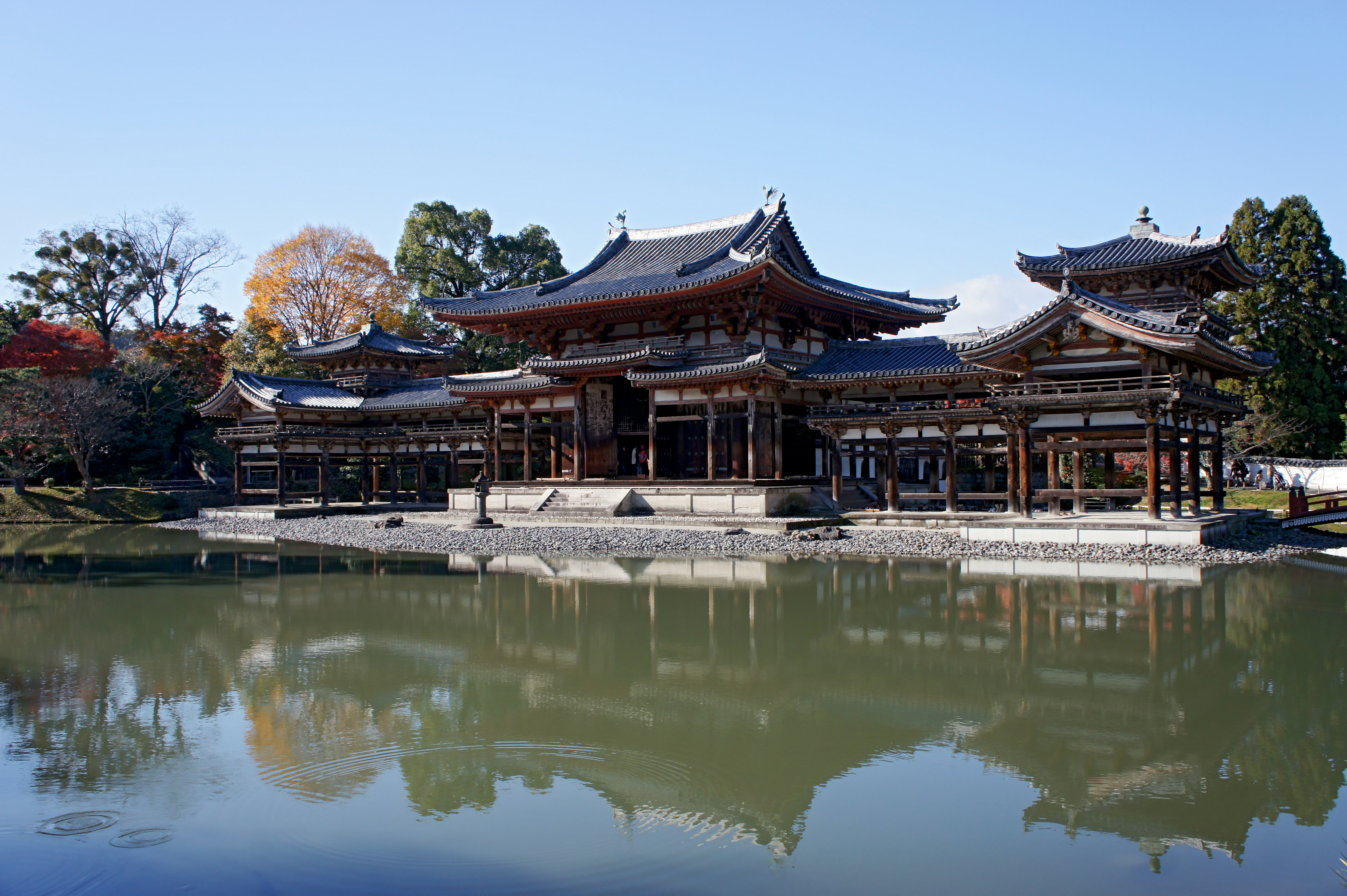
平等院鳳凰堂
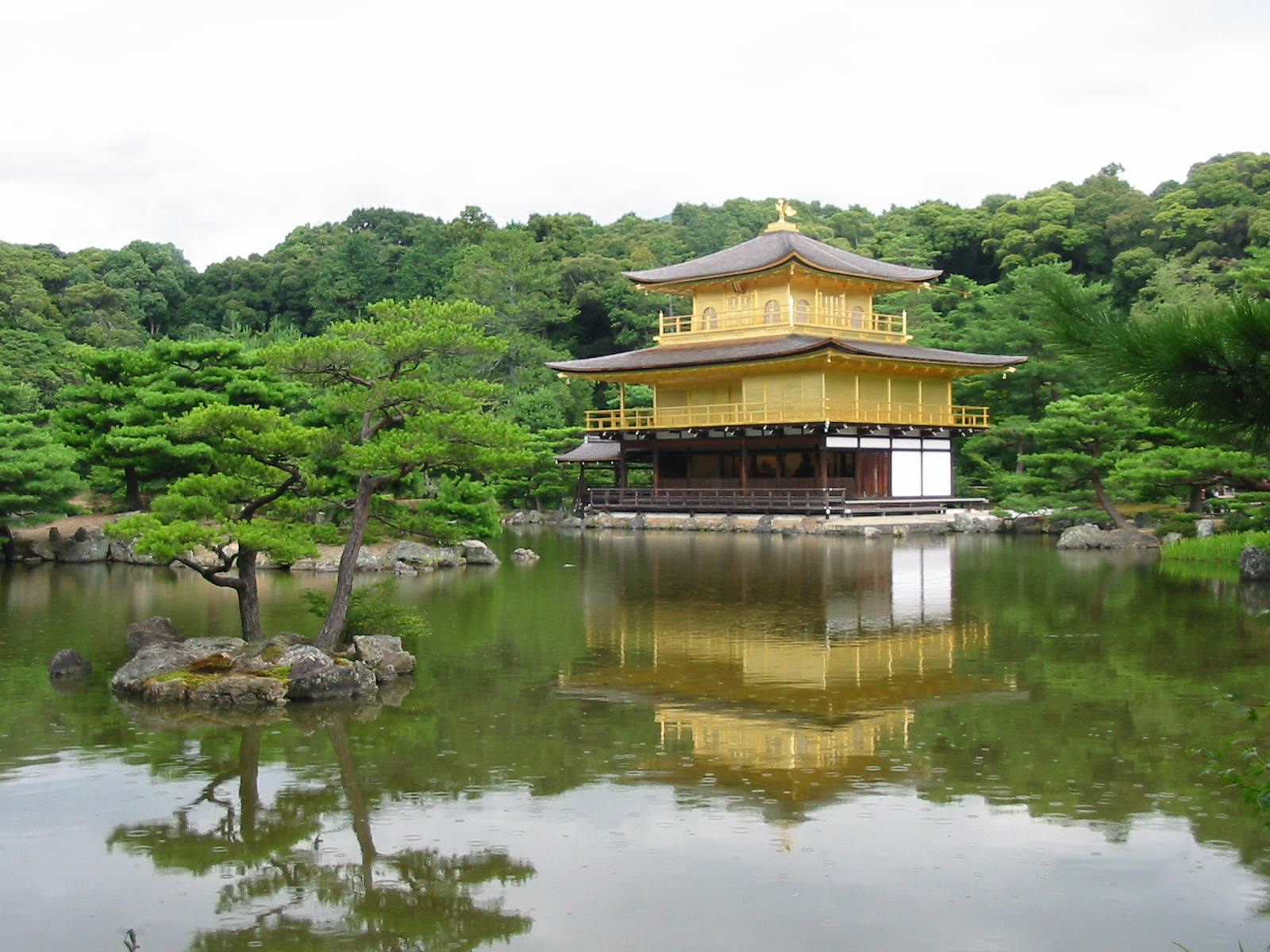
鹿苑寺金閣
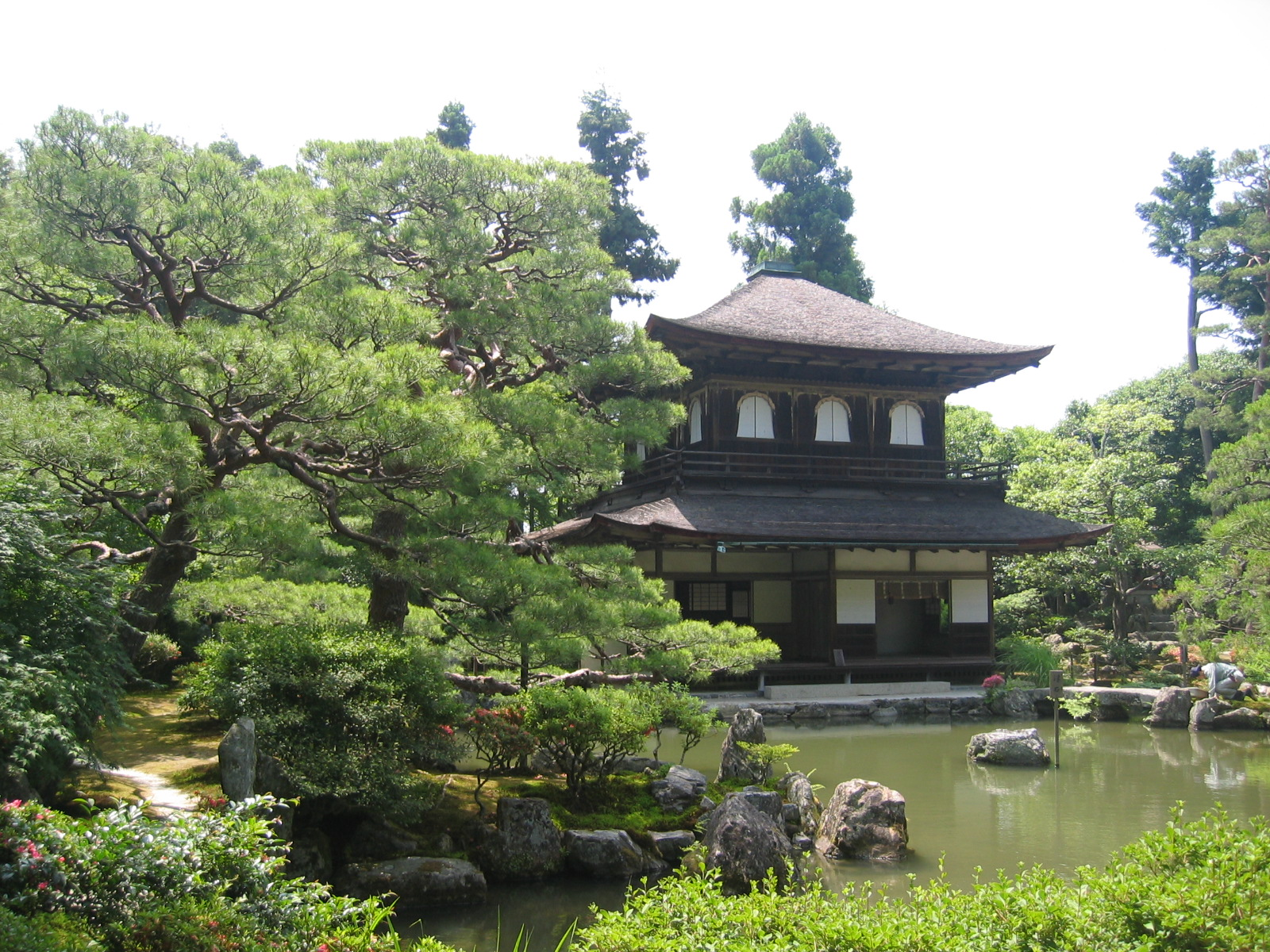
慈照寺銀閣
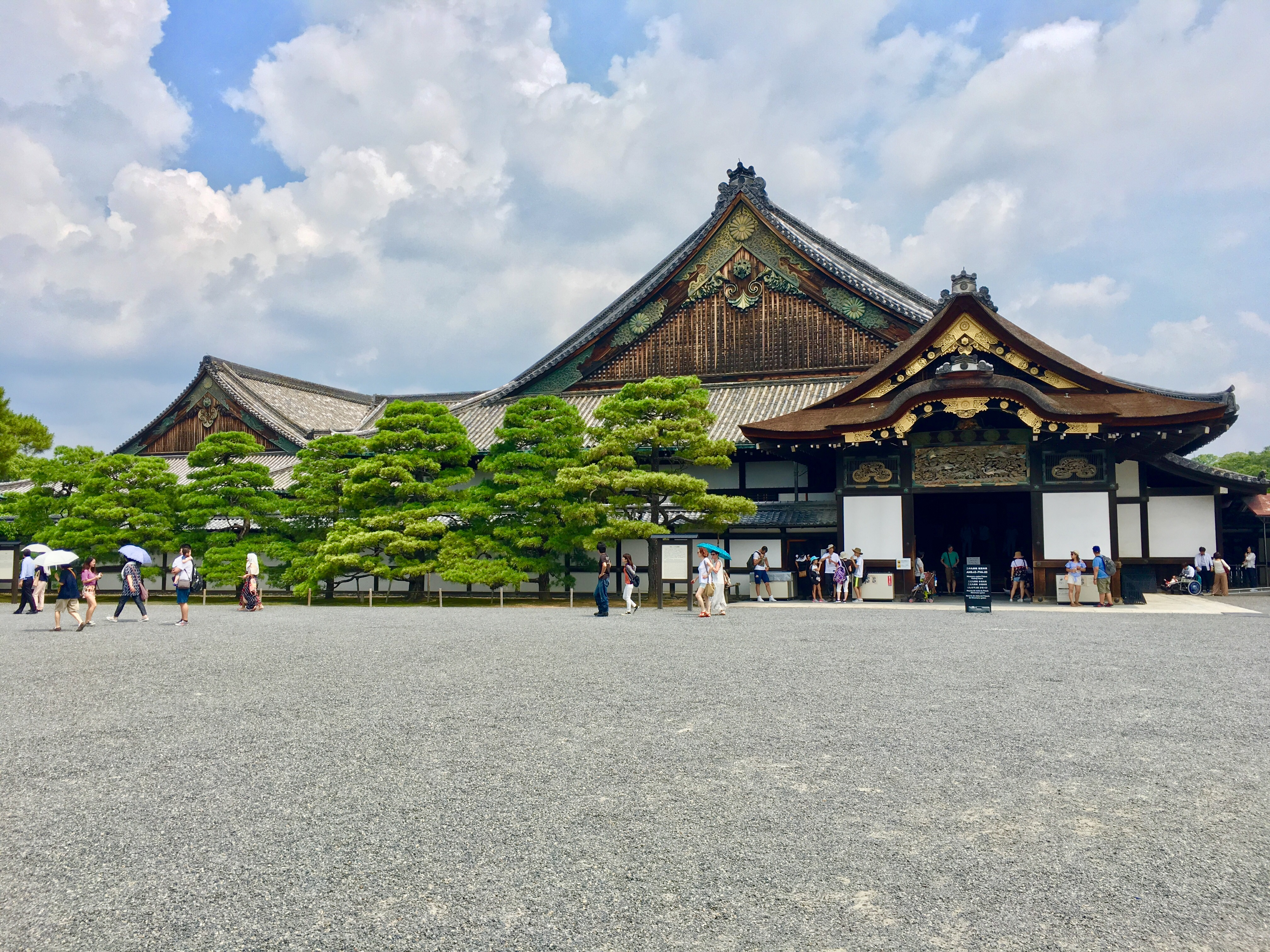
二条城（元離宮二条城）二の丸御殿
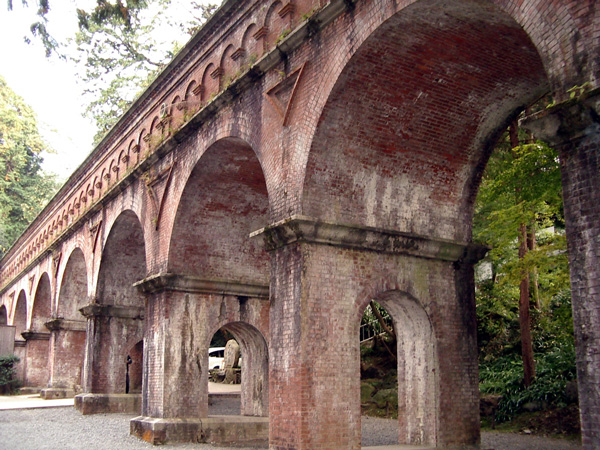
南禅寺琵琶湖疏水水路閣
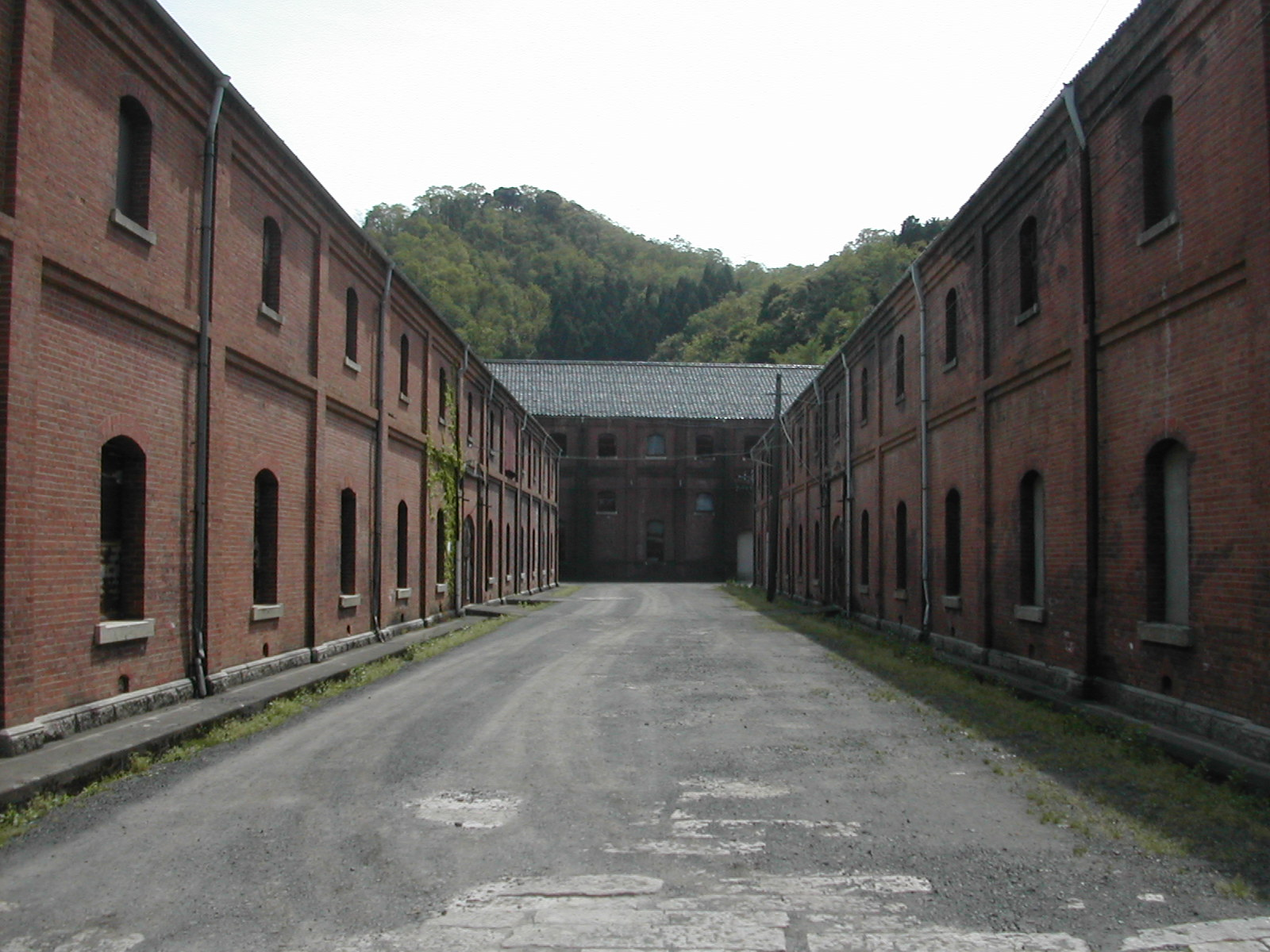
舞鶴赤レンガ倉庫群
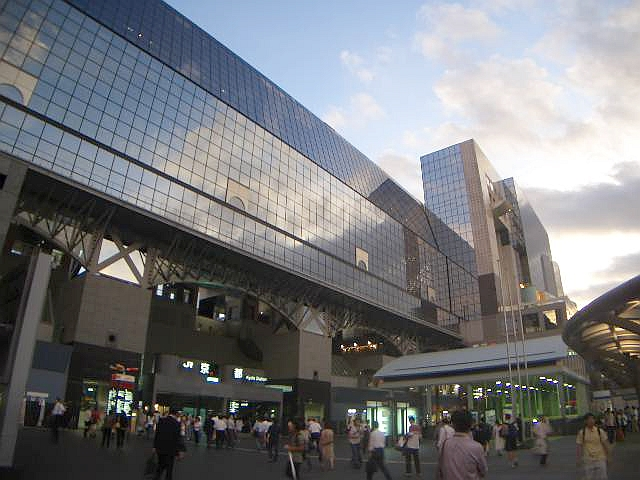
現在の京都駅

### 古代
弥生時代
- 京都府長岡町雲ノ宮遺跡が1960年に、同町鶏冠井（かいで）遺跡が1962年に発掘調査されている。京都府西南部の山城地方は弥生文化が前期に伝播していたことが分かる[9]。

古墳時代
- 4〜5世紀ごろ 丹後半島付近に蛭子山古墳、網野銚子山古墳などを築く勢力が現れる。京都府で確認されている古墳・横穴は兵庫県、鳥取県に次いで多い[10]。

飛鳥時代
- 継体天皇5年（511年?）継体天皇が筒城宮（現在の京田辺市多々羅？）へ遷都
- 継体天皇12年（518年?） 継体天皇が乙訓宮（現在の長岡京市今里？）へ遷都
- 推古天皇11年（603年） このころ広隆寺（蜂岡寺）開創
- 天武天皇7年（678年） このころ上賀茂神社成立

奈良時代
- 和銅6年（713年） 丹波国から分離して丹後国を設置
- 天平12年（740年） 聖武天皇が恭仁京（木津川市）へ遷都
- 延暦3年（784年） 桓武天皇が長岡京（向日市）へ遷都

平安時代
- 延暦13年（794年） 平安京（京都市）へ遷都

### 中世
平安時代
- 貞観8年（866年） 応天門の変
- 貞観11年（869年） 疫病猖獗につき牛頭天王（現八坂神社）の御霊会催行。安和3年/天禄元年（970年）より毎年催行、祇園祭となる。
- 保元元年（1156年） 保元の乱
- 平治元年12月9日（1160年1月19日） 平治の乱。これ以降平清盛が台頭し、やがて政権掌握。
- 治承4年6月2日（1180年6月26日）、天皇の福原行幸。11月23日（12月11日）に還幸。
- 治承7年/寿永2年（1183年） 源義仲入京、平家逃亡

鎌倉時代
- 承久3年（1221年） 承久の乱、六波羅探題設置

南北朝時代
- 元弘3年/正慶2年（1333年） 建武の新政
- 建武3年（1336年） 足利尊氏入京。後醍醐天皇は在位のまま吉野へ逃れ、南北朝時代を迎える。

室町時代
- 延元3年/暦応元年（1338年） 足利尊氏が将軍に任命され、室町幕府が正式に成立する
- 元中9年/明徳3年（1392年） 南北朝が統一された

戦国時代
- 応仁元年（1467年） 応仁の乱。このころ足利義政により東山文化盛ん。
- 文明17年（1485年） 山城国一揆勃発、国人による自治政権成立（ - 1493年）

### 近世
安土桃山時代
- 永禄11年（1568年） 織田信長が上洛
- 元亀4年（1573年） 室町幕府が滅亡
- 天正7年（1579年） 明智光秀が丹波国を平定。前年の亀山城（現亀岡市）に続き、福智山城（後の福知山城）を現福知山市に築城する。
- 天正10年（1582年） 本能寺の変。山崎の戦い。
- 天正13年（1585年） 豊臣秀吉、関白に叙任
- 天正14年（1586年） 豊臣秀吉、聚楽第造営。御土居を造築するなど、京都の大改造を行う
- 天正20年（1592年） 豊臣秀吉、伏見城（指月城）築城
- 文禄5年/慶長元年（1596年） 慶長大地震（実際は文禄年間）、伏見城全壊するもすぐさま再建（木幡山城）
- 慶長3年1598年 豊臣秀吉、伏見城にて没。秀頼大坂城へ移る。
- 慶長5年（1600年） 伏見城、関ヶ原の戦いの際に西軍の攻撃を受けて焼失。京都所司代設置。
- 慶長6年（1601年） 伏見城、徳川家康により再建。
- 慶長8年（1603年） 二条城竣功。家康、伏見城にて将軍宣下を受ける。

江戸時代
- 元和9年（1623年） 伏見城廃城。これ以降、伏見は港湾商業都市として発展。
- 文久2年（1862年） 京都守護職設置。
- 文久3年（1863年） 新選組結成。
- 元治元年（1864年） 禁門の変。
- 慶応3年12月9日（1868年1月3日） 王政復古、これに伴い京都町奉行所、京都守護職廃止。京都市中取締役所を設置。

### 近代
明治時代
- 明治元年/慶応4年1月3日 - 6日（1868年1月27日 - 30日）） 鳥羽・伏見の戦い。京都市中取締役所が京都裁判所と改称。京都裁判所が京都府と改称。発足時の領域は山城国のうち藩領を除く地域（愛宕郡90村、葛野郡83村、乙訓郡52村、宇治郡43村、紀伊郡のうち33村、久世郡のうち19村、綴喜郡のうち43村、相楽郡のうち58村。ただし相楽郡の小泉藩領1村を含む）および摂津国島上郡1村（寺社領）。天皇の東京行幸。
- 明治2年（1869年） 天皇の東京再幸
- 明治4年（1871年） 廃藩置県。第1次府県統合で山城・丹波6県が新たな京都府、丹波・丹後・但馬11県が豊岡県となる。京都府は従来の山城国域に加え丹波国域の桑田郡、船井郡、何鹿郡を併合。
- 1876年（明治9年） 第2次府県統合で豊岡県廃止。京都府に丹後5郡と丹波国域の天田郡を併合。現在の京都府域がほぼ画定。
- 1877年（明治10年） 明治天皇が京都御所の保存を指示
- 1889年（明治22年） 京都市が発足。1898年までは府知事が市長を兼任した（市制特例）。東舞鶴に海軍第四鎮守府（舞鶴鎮守府）が設置された。
- 1890年（明治23年） 琵琶湖疏水（第1期）竣功
- 1892年（明治25年） 綾部で大本（大本教）が創始された。
- 1894年（明治27年） 建都1100年祭挙行
- 1895年（明治28年） 琵琶湖疏水蹴上発電所の電気により日本初の電車（京都電気鉄道）運行。平安神宮開創。時代祭始まる。
- 1897年（明治30年） 京都帝室博物館と京都帝国大学が設立された
- 1898年（明治31年） 市制特例（京都府知事による京都市長兼務）終了
- 1907年（明治40年） 深草に第16師団新設（以前から第4師団）
- 1908年（明治41年） 天然痘が流行。同年1月1日から同月8日までの間に患者数811人[11]。

昭和
- 1933年（昭和8年） 巨椋池干拓事業開始
- 1944年（昭和19年） 第16師団、レイテ島の戦いで全滅

### 現代
昭和
- 1945年（昭和20年） アメリカ第6軍（クルーガー大将）が司令部設置
- 1946年（昭和21年） 米陸軍第1軍団司令部を設置
- 1950年（昭和25年） 京都府知事選で蜷川虎三当選、革新府政（ - 1978年）
- 1951年（昭和26年） 7月に豪雨災害。天皇、皇后から御救恤金を賜る[12]。
- 1956年（昭和31年） 地方財政再建促進特別措置法による「財政再建団体」に指定される
- 1957年（昭和32年） 陸上自衛隊大久保駐屯地を設置
- 1964年（昭和39年） 東海道新幹線開業
- 1966年（昭和41年） 京都国際会議場（後に「国立京都国際会館」に改称）開館
- 1972年（昭和47年） 向日市、長岡京市発足

平成
- 1994年（平成6年） 古都京都の文化財、ユネスコ世界遺産に登録。関西文化学術研究都市が都市びらき。
- 1997年（平成9年） 京田辺市発足
- 2004年（平成16年） 京丹後市発足、地方振興局を再編し広域振興局を設置
- 2005年（平成17年） 京丹波町発足。京都迎賓館開館。
- 2006年（平成18年） 南丹市、与謝野町発足
- 2007年（平成19年） 木津川市発足
- 2023年（令和5年）文化庁が移転開庁

## 政治

### 府政

#### 歴代知事（公選）
- 初代 木村惇（1947年4月12日 - 1950年4月2日、1期）
- 2代 蜷川虎三（1950年4月20日 - 1978年4月15日、7期）
- 3代 林田悠紀夫（1978年4月16日 - 1986年4月15日、2期）
- 4代 荒巻禎一（1986年4月16日 - 2002年4月15日、4期）
- 5代 山田啓二（2002年4月16日 - 2018年4月15日、4期）
- 6代 西脇隆俊（2018年4月16日 - 在任中、1期目）

#### 広域振興局
南北に長い京都府では従来、京都市を除く12の地域に地方振興局を設置し、地域にあった振興策を策定していたが、社会情勢の大きな変化により、2004年（平成16年）5月に地域の中核都市（宇治・亀岡・舞鶴・京丹後）に地方振興局を集約、4の広域振興局体制に再編した。また今までの権限を強化するとともに、特定非営利活動法人（NPO法人）の認証や大規模小売店舗の届出確認など府から新たな権限を委譲するなど機能強化が図られている。
- 山城広域振興局[注釈 1]（庁舎所在地：宇治市）
- 南丹広域振興局[注釈 2]（庁舎所在地：亀岡市）
- 中丹広域振興局[注釈 3]（庁舎所在地：舞鶴市）
- 丹後広域振興局[注釈 4]（庁舎所在地：京丹後市）

#### 財政
歳入は約7割が府税、地方交付税などの一般財源となっている。歳出は人件費などの義務的経費が約4割を占め、社会保障に由来する補助費と公債費の割合が増加傾向にある。

### 国政
衆議院の小選挙区が6。参議院では、全府で1区を構成している。
国会の「代理戦争」が、京都府議会に持ち込まれることが度々ある。このため、地方政治の分野で「京都」と呼んだ場合、京都市ではなく、京都府を指すことも多い。蜷川虎三のいわゆる「革新自治体」も、京都市ではなく、京都府であった。
平成時代の京都府出身の有力国会議員では、野中広務（旧園部町出身）や前原誠司（京都市出身）、谷垣禎一（福知山市出身）などがいる。党派では、野中・谷垣は利益分配路線で「旧来の地域ボス型」、前原は新自由主義路線で「新来の若手ネオコン型」に当たると言われている。しかし、野中広務は中央政界を引退しその影響力は低下、逆に谷垣禎一が「麻垣康三」の一人になるなど総理大臣を狙う存在に浮上していた。

## 経済・産業
| 年度 | 万円  |
| ---- | ----- |
| 1975 | 126.2 |
| 1980 | 205.7 |
| 1985 | 264.9 |
| 1990 | 342.9 |
| 1995 | 369.7 |
| 2000 | 382.6 |
| 2005 | 379.0 |
| 2010 | 369.0 |
| 2015 | 396.3 |

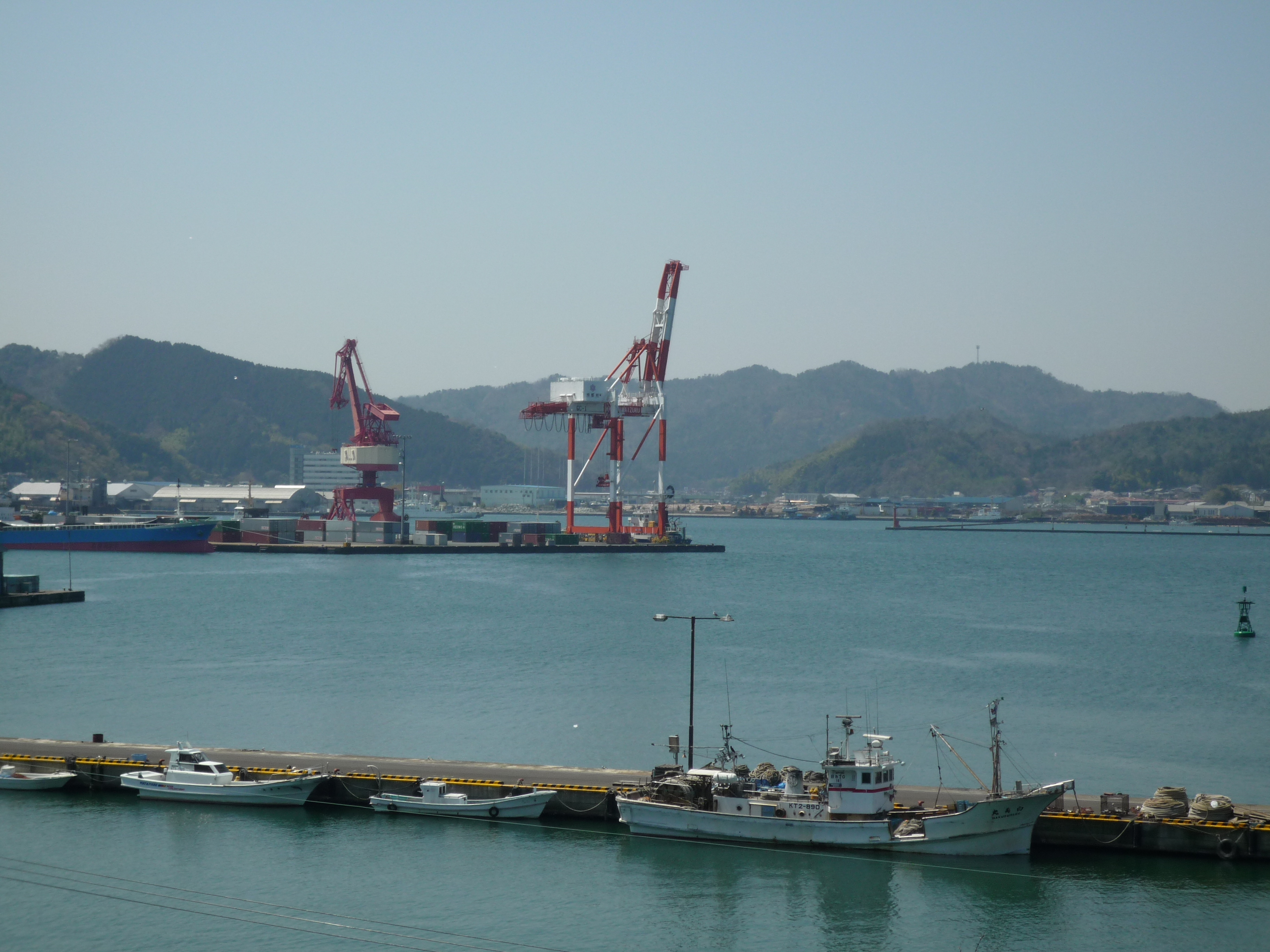
国際重要港湾・舞鶴港

2018年度の府内総生産（名目）は10兆6655億円である。構成比は製造業が最も大きく、不動産業、卸売・小売業、保健衛生・社会事業が続く。本社を置く企業については「Category:京都府の企業」を参照。大阪府・奈良県と接する南部では関西文化学術研究都市の整備が進められている。
- 南部（山城国） - 製造業、観光業
- 中部（南丹） - 農業、林業
- 北部（中丹と丹後国） - 漁業、水運業、製造業[15][16]

### 第一次産業

#### 農業
中部地域で黒豆や小豆の栽培や加工が盛ん。特産として京野菜や南部を中心に宇治茶などが生産されている。

#### 林業
林業は松茸、北山杉など。

#### 水産業
- また全国では珍しいトリガイの養殖が行われている。

### 第二次産業

#### 工業
- 製造業の企業が比較的多い[17]。

### 第三次産業

#### 観光業
- 特に南部は京都市や宇治市といった観光都市を抱えるため、観光業は強く、世界遺産が多く清水寺や金閣寺など様々な寺社がある。古都税騒動で、京都市の観光業界が経済的な大打撃を受けたことがあった。
- 中部では、保津峡や湯の花温泉のある亀岡市、北部では天橋立などのある丹後半島で観光業の振興が行われている。

#### 貿易業
- 重要港湾指定の舞鶴港を擁しており、中国や韓国、ロシアへの定期航路を有する。また、北海道小樽港との新日本海フェリーの運航がある。2020年からは韓国、ロシアへ貨客フェリー航路が就航している。

### 金融機関
京都府の指定金融機関は京都銀行である。府下の大半の市町村も京都銀行を指定金融機関としているが、歴史的な経緯などから、京都市は三菱UFJ銀行（指定金融機関#三菱UFJ銀行の選別と撤退を参照）を、木津川市は南都銀行を指定金融機関としている。

#### 信用金庫
サービス業と中小・零細企業が多く、銀行が手を出しづらい顧客層を信用金庫が育ててきた「信金王国」となっている。

## 情報・生活

### 警察
刑法犯の認知件数は人口1万人あたり46件（2020年度）で、全国平均より少ない。
本部
- 京都府警察

### 消防
単独設置による11消防本部と一部事務組合による3消防本部、合計15の消防本部がある。2023年の人口1万人あたりの年間出火件数は2.1件であり、全国平均より少ない。
消防学校は2017年に施設が京都市と共同化された。出動指令や通報受付を行う消防指令センターの共同化は南北の2ブロックに分かれる。亀岡市以北の6消防本部は京都府中・北部地域消防指令センターを2024年に開設した。京都市以南の9消防本部による京都府南部消防指令センターは2027年に運用を始め、段階的に共同化する計画がある。

### 医療・福祉
災害拠点病院
- 京都府災害拠点病院

保育所
- 京都府保育所一覧

### マスメディア

#### 新聞社
地方紙
- 京都新聞（京都新聞社発行）：日刊
- 両丹日日新聞（両丹日日新聞社発行）：日刊（福知山市）
- 城南新報（城南新報発行）：日刊（宇治市、城陽市、久御山町、宇治田原町）
- 洛南タイムス（洛南タイムス社発行）：日刊（宇治市、城陽市、京田辺市、久御山町、井手町、宇治田原町）
- あやべ市民新聞（あやべ市民新聞社発行）：隔日刊（綾部市）
- 舞鶴市民新聞（舞鶴市民新聞社発行）：火・金刊行（舞鶴市）
- 京都民報（京都民報社発行）：週刊
- 北近畿経済新聞（北近畿経済新聞社）：旬刊（京都府北部地域、丹波市、丹波篠山市、但馬地域、嶺南西部）
- その他、中日新聞社発行のスポーツ紙・中日スポーツが、主にコンビニエンスストアや主要駅の売店即売用であるが、福井・滋賀県版を販売している。

全国紙
- 読売新聞（京都総局、舞鶴支局、学研都市支局）
- 朝日新聞（京都総局、舞鶴支局、福知山支局、宇治支局）
- 毎日新聞（京都支局、舞鶴支局）
- 産経新聞（京都総局、舞鶴支局）
- 日本経済新聞（京都支社）

#### テレビ局
民放テレビ局のうち、4大キー局系列の放送区域は近畿広域圏に属する。
以下の府域放送2局は、比叡山の中腹に隣接して親局が置かれている。
- NHK京都放送局総合テレビ（リモコンキーID：1） - 京都府の地域情報などを放送（NHK大阪総合テレビ（リモコンキーIDは1）は後述のテレビ大阪と同じ大阪府域、NHK Eテレは全国放送扱い）。
- 京都放送（通称・KBS京都。リモコンキーID：5） - キー局のネットワークに属さない独立系。

備考
テレビ東京系列のテレビ大阪（リモコンキーID：7）は、京都盆地など府南部地域を中心に生駒山もしくは枚方局（所在は島本町）を直接区域外受信か、ケーブルテレビで視聴する世帯がある（府北部のケーブルテレビ局では地形的な問題などから区域外再放送対象外）。福知山市・京丹後市・宇治市・城陽市・八幡市などでは兵庫県を放送対象地域とするサンテレビジョン（リモコンキーID：3）、京都市山科区、宇治田原町の一部などでは滋賀県域のびわ湖放送（リモコンキーID：3）、城陽市・井手町・精華町・木津川市などでは奈良県域の奈良テレビ放送（リモコンキーID：9）、舞鶴市・宮津市・伊根町などでは福井県の民放全2局（福井放送・福井テレビジョン放送、リモコンキーIDはそれぞれ7と8）がそれぞれ受信可能である。
- Category:京都府のケーブルテレビ局

#### ラジオ局
- AMラジオ局
  - 京都放送（KBS京都） - NRN系列。滋賀県も対象地域となっている。

AMラジオも近畿広域圏に属する。在阪民放3局は府南部では京都市東山区に中継局が存在しているが、出力が300Wと弱く、京都市内でも受信状態が芳しくない地域が少なくない。府北部では中継局（福知山・舞鶴・宮津）が NHK とKBS京都（宮津はNHK第1放送のみ）のみで、これらの地域で在阪民放3局は受信困難な地域が多いが、この場合でもradikoで聴取が可能。
かつてはNHK京都放送局も第1放送の県域放送を行っていたが、大阪局の大電力化で放送対象地域が重複する事もあり、2015年2月の局舎移転を前に、2月2日午前1時をもって放送を終了、廃止された。
- FMラジオ局
  - NHK京都放送局
  - エフエム京都 (α-STATION) （独立系）

県域FM局の親局送信所は西京区の小塩山に置かれている。KBS京都のFM補完中継局は、同局の放送対象地域に滋賀県も含まれているため府県境の比叡山（KBSの地上デジタルテレビ送信所と同一施設）に設置されている。
FM COCOLOも、京都市内のみ放送対象地域に含み放送を行っている。
- コミュニティ放送局（すべてFM局）
  - 京都三条ラジオカフェ（京都市中京区/NPO法人京都コミュニティ放送）
  - FM845（京都市伏見区/京都リビングエフエム）
  - FMうじ（宇治市/エフエム宇治放送）
  - FMいかる（綾部市/エフエムあやべ）
  - FM丹波（福知山市/京都FM丹波放送）
  - FMたんご（京丹後市/NPO法人京丹後コミュニティ放送）
  - FMまいづる（舞鶴市/一般財団法人有本積善社）
  - Radio Mix Kyoto（京都市北区/コミュニティラジオ京都）
  - FMおとくに（長岡京市/法人名同じ）

### ライフライン

#### 上下水道
水道普及率は2020年時点で99.7%。
用水供給事業は府営水道が府内の給水量の1割強を担い、宇治市・城陽市・向日市・長岡京市・八幡市・京田辺市・木津川市・久御山町・大山崎町・精華町の7市3町を給水地域としている。上水道事業は22の市町、簡易水道事業は5町村が行なっている。京都府を北部・中部・南部の圏域に分けて広域連携を進める構想がある。

## 教育
大学
高等専門学校
- 舞鶴工業高等専門学校

専修学校
- 京都府専修学校一覧

特別支援学校
- 京都府特別支援学校一覧

高等学校
- 京都府高等学校一覧

中学校
- 京都府中学校一覧

小学校
- 京都府小学校一覧

幼稚園
- 京都府幼稚園一覧

### 私立高校授業料無償化
府内の私立高校に通学する府民に対して「授業料無償化制度」があり、2011年度より対象世帯が年収350万円未満から500万円未満の世帯にまで拡大した。2020年時点で、年収910万円以下の世帯に国の支援金に上乗せする制度がある。

## 交通

### 空路

#### 空港
京都府内に空港はない。近隣の空港は以下の通り。
- 大阪国際空港（兵庫県伊丹市、大阪府豊中市・池田市）
- 関西国際空港（大阪府泉佐野市・田尻町・泉南市）
- 神戸空港（兵庫県神戸市中央区）
- コウノトリ但馬空港（兵庫県豊岡市）
- 中部国際空港（愛知県常滑市）

### 鉄道

#### 府内連絡
- 西日本旅客鉄道
  - 舞鶴線（東舞鶴駅 - 綾部駅）
  - 奈良線（木津駅 - 京都駅）
- 京阪電鉄
  - 鴨東線（三条駅 - 出町柳駅）
  - 宇治線（中書島駅 - 宇治駅）
  - 鋼索線（ケーブル八幡宮口駅 - ケーブル八幡宮山上駅）
- 阪急電鉄
  - 嵐山線（桂駅 - 嵐山駅）
- 京都市営地下鉄
  - 烏丸線（国際会館駅 - 竹田駅）
  - 東西線（六地蔵駅 - 太秦天神川駅）
- 京福電鉄
  - 嵐山本線（四条大宮停留場 - 嵐山停留場）※軌道
  - 北野線（北野白梅町停留場 - 帷子ノ辻停留場）※軌道
  - 鋼索線（ケーブル八瀬駅 - ケーブル比叡駅）
- 叡山電鉄
  - 叡山本線（出町柳駅 - 八瀬比叡山口駅）
  - 鞍馬線（宝ケ池駅 - 鞍馬駅）
- WILLER TRAINS
  - 宮福線（宮津駅 - 福知山駅）※北近畿タンゴ鉄道所有
- 嵯峨野観光鉄道
  - 嵯峨野観光線（トロッコ嵯峨駅 - トロッコ亀岡駅）
- 丹後海陸交通
  - 天橋立鋼索鉄道（府中駅 - 傘松駅）
- 鞍馬寺
  - 鞍馬寺鋼索鉄道（山門駅 - 多宝塔駅）

#### 隣接府県連絡
- 大阪府方面へ
  - 東海旅客鉄道
    - 東海道新幹線（京都駅）

  - 西日本旅客鉄道
    - 東海道本線（山崎駅まで）
    - 片町線（木津駅 - 松井山手駅まで）

  - 阪急電鉄
    - 京都本線（京都河原町駅 - 大山崎駅まで）

  - 京阪電気鉄道
    - 京阪本線（三条駅 - 橋本駅まで）
- 兵庫県方面へ
  - 西日本旅客鉄道
    - 山陰本線（京都駅 - 上夜久野駅まで）
    - 福知山線（福知山駅）

  - WILLER TRAINS
    - 宮津線（西舞鶴駅 - 久美浜駅まで）※北近畿タンゴ鉄道所有
- 奈良県方面へ
  - 西日本旅客鉄道
    - 関西本線（木津駅まで）

  - 近畿日本鉄道
    - 京都線（京都駅 - 山田川駅まで）
- 三重県方面へ
  - 西日本旅客鉄道
    - 関西本線（月ケ瀬口駅まで）
- 滋賀県方面へ
  - 東海旅客鉄道
    - 東海道新幹線（京都駅）

  - 西日本旅客鉄道
    - 東海道本線（山科駅まで）
    - 湖西線（山科駅）

  - 京阪電気鉄道
    - 京津線（御陵駅 - 四宮駅まで）※軌道
- 福井県方面へ
  - 西日本旅客鉄道
    - 小浜線（東舞鶴駅 - 松尾寺駅まで）

#### 広範囲連絡
- 東海旅客鉄道（JR東海） 東海道新幹線
- 西日本旅客鉄道 東海道本線（JR京都線・琵琶湖線）、山陰本線（嵯峨野線）、関西本線（大和路線）

### バス

#### 路線バス
京都市域および同市域へ乗り入れる路線は比較的発達しており、市内の基幹的な交通を担っている。※詳細は、京都市#路線バスを参照。
なお、府内各地のコミュニティバスについては日本のコミュニティバス一覧#京都府を参照。
- 京都市交通局（京都市営バス）: 京都市域の大部分を担う、公共交通として基幹的な交通の一つである。
- 京都バス : 京都市域の洛西・洛北にそれぞれ路線網を有するほか、後者は滋賀県内にも路線を延ばしている。
- 京阪バス : 主に京都市域南部から府南部にかけての地域を、グループ会社の京都京阪バスとともに担っている。
- 京阪京都交通 : 京都市域および亀岡市域、南丹市域の路線を担っている。
- 西日本ジェイアールバス（高雄・京北線・園福線）: 前者は京都駅から周山方面へ、後者は園部駅から福知山駅への路線を運行している。
- 阪急バス : 京都市域の洛西ニュータウンおよび向日市・長岡京市・大山崎町と周辺地域を担う。
- ヤサカバス : 京都市域の洛西ニュータウンと向日市域を担う。
- 近鉄バス : 向島ニュータウンを発着する路線などを運行している。
- 奈良交通 : かつては京都駅へ乗り入れる路線などを運行していたが、近年は向島駅を発着するわずかな本数を運行するのみである。また、南部の木津川市、京田辺市、精華町、和束町にも路線がある。
- 京都急行バス（プリンセスライン） : 京都駅と周辺を結ぶ限定的な路線を運行している。
- 京都らくなんエクスプレス : 京都駅と「らくなん進都」を結ぶ限定的な路線を運行している。元は京都大学などによる社会実験として運行を開始したものである。
- きょうと京北ふるさと公社（京北ふるさとバス） : 旧京北町域を運行する廃止代替80条バス。
- 京都交通 : 舞鶴市や福知山市などに路線網を有している。
- 丹後海陸交通 : 宮津市・京丹後市・与謝郡・福知山市などに路線網を有している。

### 道路

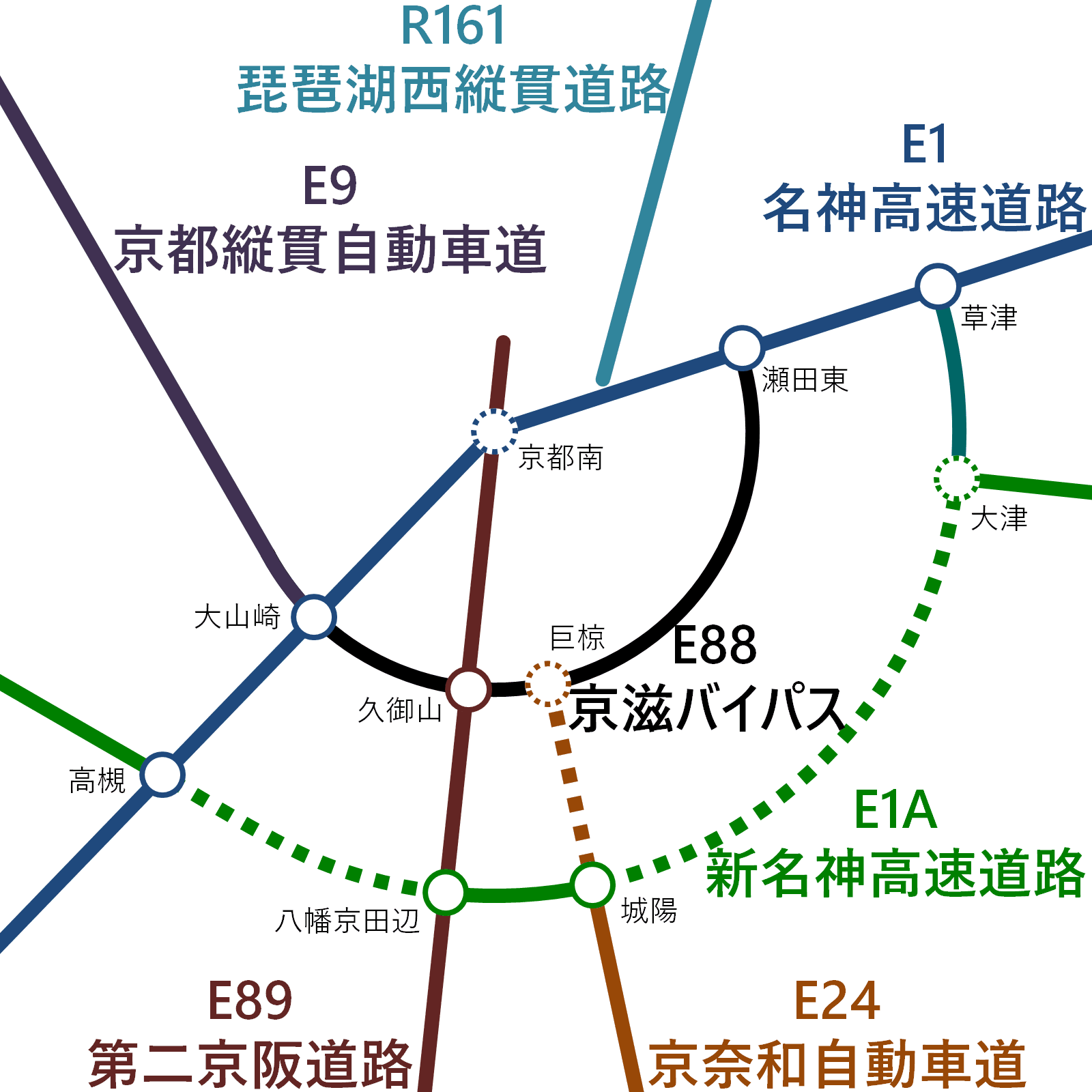
京都府南部付近の主な道路（2021年、点線部は未完成）

#### 高速道路
府内区間の最高速度はすべて80km/h以下となっており、政令指定都市を抱える都道府県では唯一の形態である。府内の休憩施設はパーキングエリアのみで、サービスエリアは存在しない。
- E1名神高速道路：上り米原・名古屋・東京方面、下り大阪・神戸方面
- E1A新名神高速道路
- E27舞鶴若狭自動車道：上り敦賀方面、下り神戸・大阪方面
- E88京滋バイパス：上り米原・名古屋方面、下り大阪・神戸方面

#### 国道
- 国道1号：上り大津・名古屋・東京方面、下り枚方・大阪方面
  - E89第二京阪道路（有料）：下り枚方方面
- （国道8号：上り金沢・新潟方面）
- 国道9号：下り朝来・鳥取・下関方面
- 国道24号：下り奈良・和歌山方面
  - E24京奈和自動車道（府内は有料）：下り奈良方面
- 国道27号：上り敦賀方面、下り京丹波方面
- 国道162号：下り小浜・敦賀方面
- 国道163号：上り生駒・大阪方面、下り伊賀・津方面
- 国道171号：下り高槻・神戸方面
- 国道173号：上り川西・池田方面、下り綾部方面
- 国道175号：上り西脇・明石方面、下り舞鶴方面
- 国道176号：上り三田・大阪方面、下り宮津方面
- 国道178号：上り舞鶴方面、下り豊岡・鳥取方面
- 国道307号：上り甲賀・彦根方面、下り枚方方面
- 国道312号：上り宮津方面、下り豊岡・姫路方面
- 国道372号：上り亀岡方面、下り加東（社）・姫路方面
- 国道423号：上り池田・大阪方面、下り亀岡方面
- 国道426号：上り豊岡方面、下り福知山方面
- 国道429号：上り宍粟・津山・倉敷方面、下り福知山方面
- 国道477号：上り守山・四日市方面、下り川西・池田方面
- 国道478号
  - E9京都縦貫自動車道（有料）
    - 京都第二外環状道路
    - 京都丹波道路
    - 丹波綾部道路
    - 綾部宮津道路
- 国道482号：上り宮津方面、下り香美（村岡）・若桜方面

国道8号は府内全区間国道1号と重複のため、事実上存在しない。

#### 府道
主要府道・一般府道
- 京都府の府道一覧を参照。

#### 幹線道路
京都市幹線市道
- 主要市道 - 京都府の府道一覧を参照。
- 京都外環状線

### 航路

#### 港湾
- 舞鶴港 - 通称は京都舞鶴港。
  - 小樽航路（舞鶴港 - 北海道小樽港）
  - 韓国ロシア航路[26]（舞鶴港 - 迎日湾港（浦項） - ウラジオストク港）
  - 韓国航路（舞鶴港 - 釜山港 -（釜山新港）- 舞鶴港）
  - 中国航路（舞鶴港 - 大連港 - 青島 - 上海港 - 舞鶴港）

## 文化・名物

### 方言
京都の方言というと京言葉（京都弁）が知られているが、京言葉と呼ばれる方言が話されるのは京都市とその周辺であり、それ以外の地域では京言葉とは異なる方言が話されている。また、京言葉と言っても、地域や社会階層・年齢層によって違いがある。
旧山城国の方言は京都市内の方言とあまり違いがないが、南端部の木津川市や相楽郡などでは奈良弁の影響がみられ、旧京街道沿いの八幡市などでは大阪弁の影響がみられる。京都府南部は大阪への通勤圏であるため、八幡市や木津川市などは関西共通語化が著しい。
旧丹波国のうち亀岡市などの南丹（口丹波）地方も京都市内の方言と大きく変わらない。しかし、福知山市・綾部市から舞鶴市にかけての中丹地方では、京阪式アクセントではなく垂井式アクセントであり、「はる」敬語よりも「てや」敬語を用いるなど、京都市内と異なる点が多くなる（丹波方言参照）。
舞鶴市・宮津市南東部以外の旧丹後国の方言（丹後弁）は、東京式アクセントであり、断定の助動詞に「や」ではなく「だ」を使用するなど、舞鶴市以南と大きな違いがある。舞鶴市以南の諸方言は近畿方言（いわゆる関西弁）に分類されるのに対し、丹後弁は兵庫県但馬地方や鳥取県などと同じ中国方言東山陰方言に分類される。

### 名産・特産

#### 特産品
- 京野菜
- 宇治茶
- 丹後ちりめん
- 丹波黒大豆
- 丹波栗
- 黒谷和紙
- 京菓子
- 丹波ワイン
- 納豆
- カマンベール

#### 伝統工芸
経済産業大臣指定伝統的工芸品
- 西陣織（織物、1976年）
- 京鹿の子絞（染色品、1976年）
- 京友禅（染色品、1976年）
- 京小紋（染色品、1976年）
- 京黒紋付染（染色品、1979年）
- 京繍（その他繊維製品、1976年）
- 京くみひも（その他繊維製品、1976年）
- 京焼・清水焼（陶磁器、1977年）
- 京漆器（漆器、1976年）
- 京指物（木工品、1976年）
- 京仏壇（仏壇・仏具、1976年）
- 京仏具（仏壇・仏具、1976年）
- 京石工芸品（石工品・貴石細工、1982年）
- 京人形（人形、1986年）
- 京扇子（その他工芸品、1977年）
- 京うちわ（その他工芸品、1977年）
- 京表具（その他工芸品、1997年）

伝統工芸品

### スポーツ

#### プロスポーツ
サッカー
- 京都サンガF.C.（Jリーグ）
- おこしやす京都AC（関西サッカーリーグ）
- 京都紫光クラブ（同）
- AS.Laranja Kyoto（同）

女子サッカー
- バニーズ京都SC（日本女子サッカーリーグ）

プロ野球
- 松竹ロビンス（1950年から1952年まで、衣笠球場を本拠としたが、実質的には大阪スタヂアムを使用）
- 大映スターズ（1955年、西京極市営球場を準本拠として使用）
- 近鉄バファローズ（1968年を除く1965年から1973年まで、西京極市営球場を準本拠として使用）
- 阪急ブレーブス（1958年から1982年ごろまでと1988年、西京極市営球場を準本拠として使用）

女子プロ野球
- 京都フローラ（2010年から2021年まで活動）
- レイア（2017年から2021年まで活動）

バスケットボール
- 京都ハンナリーズ（ジャパン・プロフェッショナル・バスケットボールリーグ）

#### 実業団・社会人
ラグビー
- 三菱自動車京都レッドエボリューションズ（トップウェストリーグ）

陸上競技
- ワコール女子陸上競技部 スパークエンジェルス

野球
- 日本新薬硬式野球部
- 三菱自動車京都ダイヤフェニックス

#### 公営競技
競馬
- 中央競馬（JRA）
  - 京都競馬場
- 場外勝馬投票券発売所
  - ウインズ京都（京都市東山区）

競輪
- 競輪場
  - 京都向日町競輪場（向日市）

競艇
- 競艇場外発売場
  - ボートピア京都やわた（八幡市）
  - ミニボートピア京丹後（京丹後市）

#### ニュースポーツ
- スクエアボッチャ

## 観光

### 世界的遺産
- 古都京都の文化財

### 国宝
国宝美術工芸品
都道府県としては東京に続く第2位。
- 185件 - 京都国立博物館の収蔵は29件。

### 有形文化財建造物

#### 国宝建造物
都道府県としては棟数は日本最多（件数は奈良に続く第2位）、52件73棟。
- 石清水八幡宮 - 本殿、摂社武内社本殿、瑞籬、幣殿及び舞殿、楼門、東門、西門、廻廊3棟（楼門東門間、楼門西門間、背面）（10棟）
- 宇治上神社 - 拝殿、本殿
- 賀茂御祖神社（東本殿、西本殿）2棟
- 賀茂別雷神社（本殿、権殿）2棟
- 海住山寺 - 五重塔
- 観智院 - 客殿
- 清水寺 - 本堂
- 光明寺 - 二王門
- 高山寺 - 石水院（五所堂）
- 広隆寺 - 桂宮院本堂
- 三宝院 - 唐門、表書院
- 慈照寺 - 銀閣、東求堂
- 浄瑠璃寺 - 三重塔、本堂
- 大仙院 - 本堂
- 大徳寺 - 唐門、方丈及び玄関（2棟）
- 大報恩寺 - 本堂（千本釈迦堂）
- 醍醐寺 - 金堂、五重塔、清滝宮拝殿、薬師堂
- 知恩院 - 三門、本堂（御影堂）
- 東寺 - 金堂、五重塔、大師堂、蓮花門
- 東福寺 - 三門
- 南禅寺 - 方丈
- 二条城（元離宮二条城） - 二の丸御殿（6棟）
- 仁和寺 - 金堂
- 平等院 - 鳳凰堂（翼楼、尾楼含め4棟）
- 法界寺 - 阿弥陀堂
- 豊国神社 - 唐門
- 本願寺（西本願寺） - 黒書院及び伝廊（2棟）、書院（対面所及び白書院）、唐門、飛雲閣、北能舞台
- 妙喜庵 - 茶室（待庵）
- 妙法院 - 庫裏、蓮華王院本堂（三十三間堂）
- 龍吟庵 - 方丈
- 龍光院 - 書院

#### 重要伝統的建造物群保存地区
都道府県としては石川県に続く第2位、7件。
- 上賀茂（京都市北区）
- 産寧坂（京都市東山区）
- 祇園新橋（京都市東山区）
- 嵯峨鳥居本（京都市右京区）
- 美山町北（南丹市）
- 伊根浦（伊根町）
- 加悦（与謝野町）

#### 特別史跡
3件。
- 慈照寺（銀閣寺）庭園
- 鹿苑寺（金閣寺）庭園
- 醍醐寺三宝院庭園

#### 特別名勝
都道府県としては日本最多、11件。
- 慈照寺（銀閣寺）庭園
- 鹿苑寺（金閣寺）庭園
- 醍醐寺三宝院庭園
- 金地院庭園
- 浄瑠璃寺庭園
- 西芳寺庭園
- 大仙院書院庭園
- 大徳寺方丈庭園
- 天橋立
- 天龍寺庭園
- 二条城（元離宮二条城）二之丸庭園
- 法金剛院青女滝 附 五位山
- 本願寺（西本願寺）大書院庭園
- 龍安寺方丈庭園

## 対外関係

### 姉妹自治体・提携自治体
京都府は、異文化理解や国際交流を目的として、以下の州または省と友好提携を結んでいる。いずれの都市も、歴史的古都や学術の中心地など何らかの点で京都府と共通しており、こうした点に着目して提携が結ばれている。
友好自治体
| 国名                               | 名称                   | 年                        |
| ---------------------------------- | ---------------------- | ------------------------- |
| 中華人民共和国                     | 陝西省                 | 1983年（昭和58年）7月16日 |
| インドネシア共和国                 | ジョクジャカルタ特別州 | 1985年（昭和60年）7月16日 |
| アメリカ合衆国                     | オクラホマ州           | 1985年（昭和60年）9月20日 |
| ロシア連邦                         | レニングラード州       | 1994年（平成6年）11月4日  |
| イギリス連合王国スコットランド王国 | エディンバラ都市州     | 1997年（平成9年）8月29日  |
| フランス共和国                     | オクシタニー地域圏     | 2015年（平成27年）6月10日 |
| カナダ連邦                         | ケベック州             | 2016年（平成28年）5月26日 |

### 分野別交流地域
| 国名           | 名称         | 年                                                                 |
| -------------- | ------------ | ------------------------------------------------------------------ |
| イタリア共和国 | トスカーナ州 | 2006年（平成18年）11月2日 -「京都府-トスカーナ州経済環境交流協定」 |

### その他の対外提携
自治体による国際組織のイクレイに2014年から加盟している。

## 京都府を舞台とした作品
近畿地方のご当地ソング一覧#京都府も参照のこと。